# グランドフォークス (ノースダコタ州)
グランドフォークス（Grand Forks）は、アメリカ合衆国ノースダコタ州北東部に位置する都市。ミネソタ州との州境になっている北のレッド川（以下、特に断りの無い限り、「レッド川」はこの「北のレッド川」を指す）西岸、州の最大都市ファーゴの北約130km、カナダ・マニトバ州ウィニペグの南約230kmに位置する。人口は59,166人（2020年国勢調査）で、ファーゴ、州都ビスマークに次ぐ州第3の都市である。グランドフォークスに郡庁を置くグランドフォークス郡、およびレッド川対岸のミネソタ州ポーク郡の2郡から成る都市圏は104,362人（2020年国勢調査）の人口を抱えている。
グランドフォークスはレッド・リバー・バレーと呼ばれる、ノースダコタ・ミネソタ両州、およびマニトバ州にまたがる、南から北へと流れるレッド川流域に広がる平原にあり、洪水に見舞われやすい。1997年に起きたレッド川の大洪水では、市は壊滅的な被害を受けたが、その後復興した。
もともとはカナダからやってきたフランス系の猟師や毛皮商たちがこの地に毛皮の交易所を設け、ル・グランド・フルシュ（Les Grandes Fourches）と呼んでいた。蒸気船の船長であったアレクサンダー・グリッグスは、この地で越冬せざるを得なくなった後、この交易所を町へと発展させ、これが今日のグランドフォークスの基となった。やがて1881年、グランドフォークスは市政を施行した。このグランドフォークスという名は、レッドレイク川がレッド川に合流する地点であることからつけられた。
グランドフォークスの地域経済は長らく農業に依存してきたが、21世紀に入ってからは、高等教育、防衛産業、保健産業、製造業、食品加工業、科学調査など多角化してきている。グランドフォークス国際空港を玄関口とし、グランドフォークス空軍基地も置かれている。グランドフォークスは州最古の高等教育機関であるノースダコタ大学の大学町でもある。市内に立地するアレラス・センターおよびラルフ・エンゲルスタッド・アリーナではスポーツやその他のイベントが行われる。市内の大規模な文化施設としては、エンパイア芸術センターおよびチェスター・フリッツ講堂が挙げられる。

## 歴史

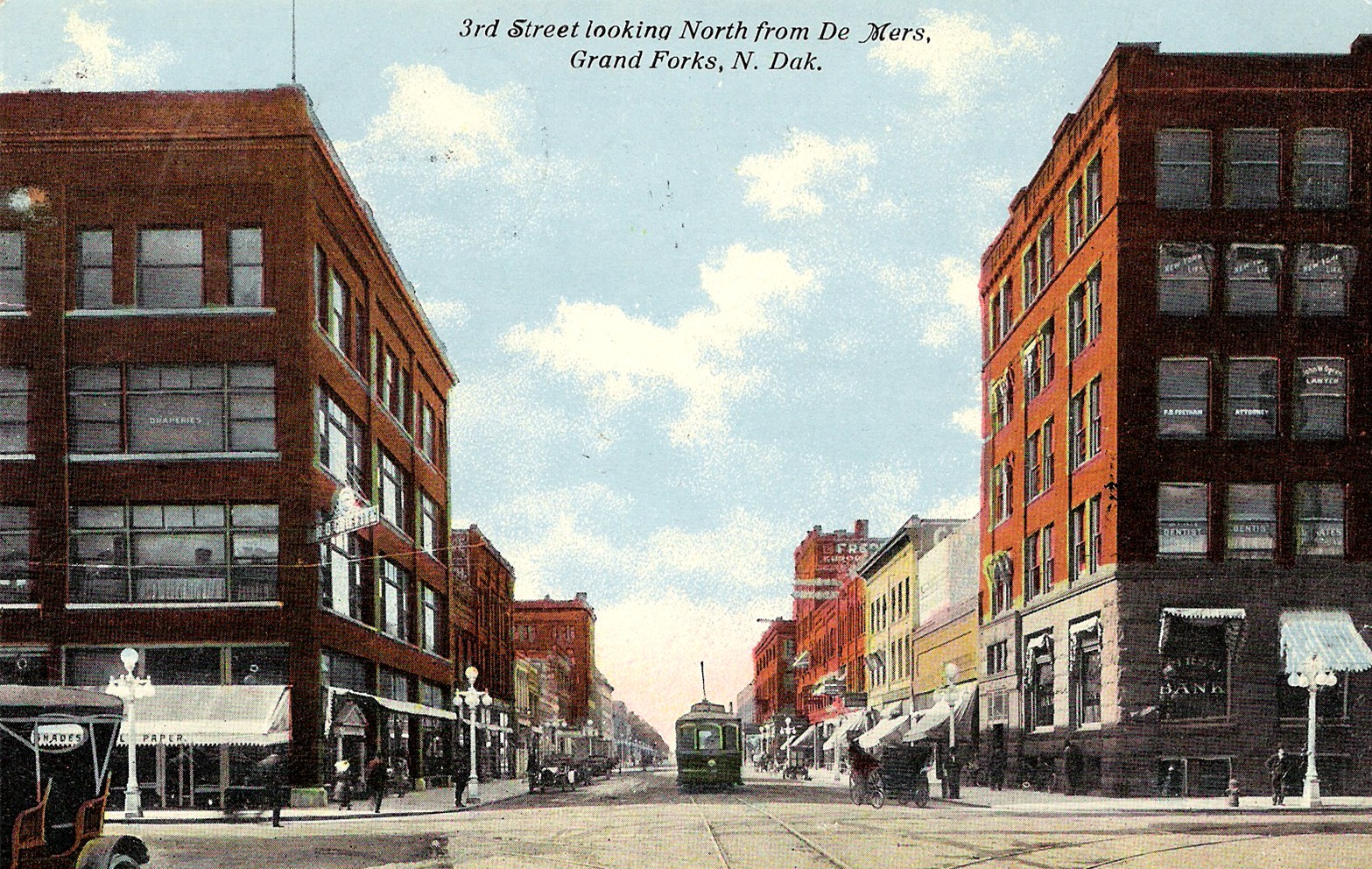
グランドフォークス市中心部（1912年頃）

今日のグランドフォークス市がある、レッドレイク川がレッド川に合流するこの地は、ヨーロッパ人の入植以前から何千年にもわたって、ネイティブ・アメリカンの交易の拠点であった。初期のフランス系の探検家や罠猟師、毛皮商人たちは、この地をル・グランド・フルシュ（Les Grandes Fourches、英語のGrand Forksに相当、「大いなる分岐」の意）と呼んだ。この地がフランス植民地であった1740年代頃には、フランス系の毛皮商人たちはル・グランド・フルシュを重要な拠点としていた。
やがて、1818年条約で、この地を含む北緯49度線以南のルパート・ランドがイギリスからアメリカ合衆国に割譲されたが、19世紀後半に至るまで、ネイティブ・アメリカンがこの地の住民の圧倒的多数派を占めていた。幾年にもわたる戦争の後、アメリカ合衆国は次々と条約を締結し、オジブワ族やその他のネイティブ・アメリカンから土地を奪っていった。1870年6月15日にこの地に郵便局が建てられ、地名が英語のグランドフォークス（Grand Forks）に改められた。同年末、後に「グランドフォークスの父」と呼ばれることになるアレクサンダー・グリッグス船長の蒸気船がレッド川を航行していた際、川が氷結し、グリッグスとその乗組員たちはグランドフォークスで越冬せざるを得なくなった。1875年にグリッグスはこの地に町を区画し、1881年2月22日、グランドフォークスは正式に市制を施行した。

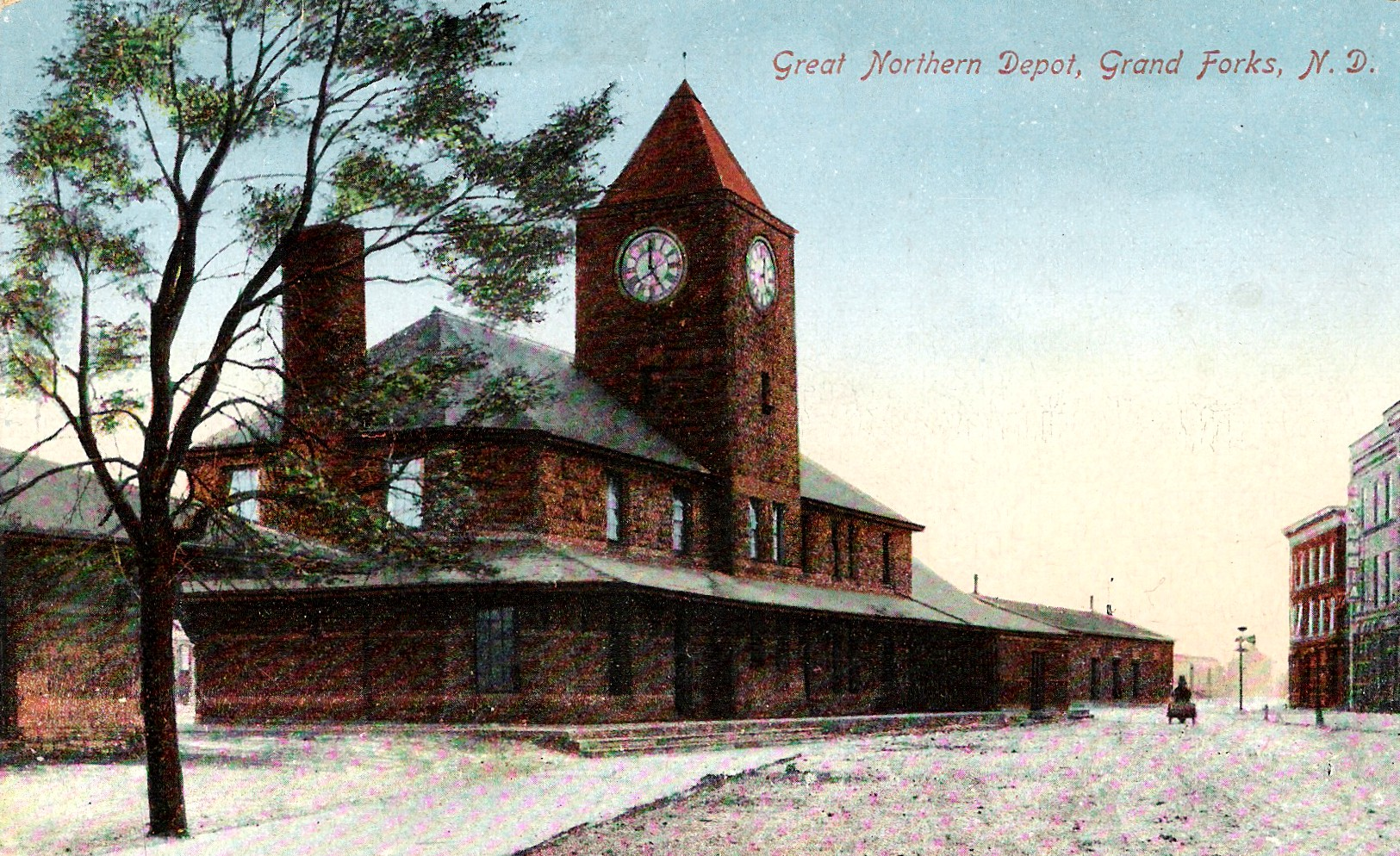
キャス・ギルバートが設計したグレート・ノーザン鉄道駅舎（1913年）

1870-80年代、安い地価に惹かれた幾千人もの入植者がダコタ準州に移入し、その人口は増え始めた。その多くは小規模な家族農場を造ったが、中には何千エーカーにもおよぶ広い土地を購入し、大規模な農場を造り、耕作を監督し、商業作物として小麦を栽培する者もいた。1880年にセントポール・ミネアポリス・アンド・マニトバ鉄道（後のグレート・ノーザン鉄道）が、そして1887年にノーザン・パシフィック鉄道（本線からウィニペグへ至る支線）がグランドフォークスに開通すると、市は急速に発展し始めた。ダコタ準州を南北分割してそれぞれ州昇格させる形でノースダコタ州が成立する6年前、1883年には、ノースダコタ大学が創立した。
20世紀前半には、グランドフォークス市中心部の南および西に新しい住宅地が造られた。また、1922年には、州有の小麦製粉所およびカントリーエレベーターである、ノースダコタ・ミル・アンド・エレベーターが市北部に完成し、操業を開始した。
1954年、グランドフォークスに空軍基地が置かれることが連邦政府により決まり、市の西にグランドフォークス空軍基地が建設された。この基地はもともとジェット要撃機の基地と位置付けられた。1960年までには、この基地は将兵・文官とその家族1,600人以上を抱えるようになっていた。グランドフォークス空軍基地は市に雇用をもたらし、人口の増加にも寄与した。グランドフォークス空軍基地とノースダコタ大学はグランドフォークスの地域経済において欠かすことのできないものとなった。加えて、連邦の道路網発達とともに、住宅地や商業地の郊外化が進み、用地の許す限り周縁部へと広がっていった。市西部を州間高速道路29号線が通るようになると、市南部の、この高速道路に接続する広い幹線道路沿いに、グランド・シティーズ・モール、およびコロンビア・モールという、2つのショッピングモールが相次いで開店した。

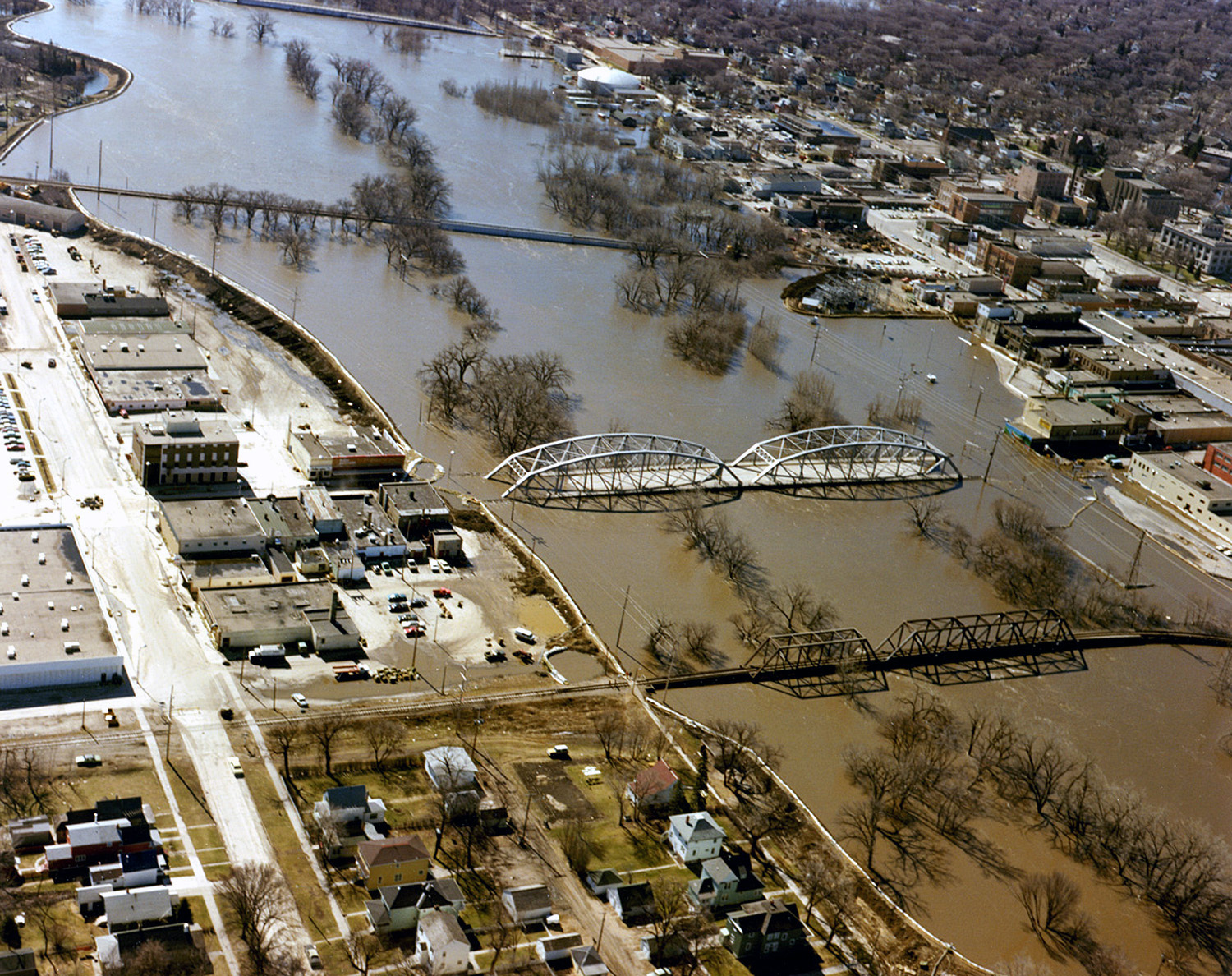
レッド川の大洪水（1997年4月）

レッド川は昔から度々、春先の雪解け水に起因する、季節的な洪水を起こしてきた。古代の広大な氷河湖底から形成された平坦なレッド・リバー・バレーという地形の影響もあって、その被害は大きくなりがちであった。1997年の大洪水の際には、グランドフォークスは上流のファーゴや下流のウィニペグをはるかにしのぐ甚大な被害を受けた。堤防は決壊し、水位は最も高い時で54.35フィート（16.57m）に達し、市史上最高を記録した。その上、この洪水の最中に大規模な火災も発生し、市中心部の建物11棟が焼失した。この災害においては、グランドフォークスだけで50,000人以上が避難する事態となった。
この洪水の後、政府は新しい堤防システムの建設にとりかかった。この堤防システムの完成には10年を要し、また建設にあたっては、多くの住民が転居を余儀なくされ、丸ごと消滅した地区まであった。また、市政府はレッド川沿いの土地利用許可の内容を変更した。陸軍工兵隊が提案した恒久的な治水計画の一環として、レッド川両岸の氾濫原にはグランドフォークス都市圏緑道という大きな公園が造られた。この緑道は市民に新たなレクリエーションの場を提供すると共に、将来増水が起こっても、植えられた樹木やその他の植物が天然のダムの役割を果たすことを目的としていた。
この他にも、1997年の大洪水被災後の復興の中で、グランドフォークス市内の至る所で公共・民間の様々な建物が建てられた。2001年には、アレラス・センター、およびラルフ・エンゲルスタッド・アリーナという、2つの大きなスポーツ施設が完成、開館した。2007年には、ウィニペグに本社を置くホテルチェーン、カナド・インズが、アレラス・センターの隣に、グランドフォークスで最も高い建物となる13階建てのホテルを開館し、水上公園を開園した。被災から10年経った2007年には、被災前の人口を上回り、地域における雇用、および課税可能な売上も、被災前の水準を上回るようになった。

## 地理

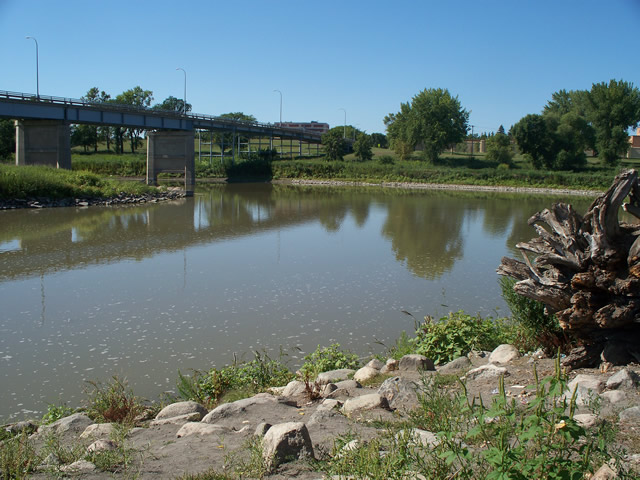
レッド川とレッドレイク川の合流点

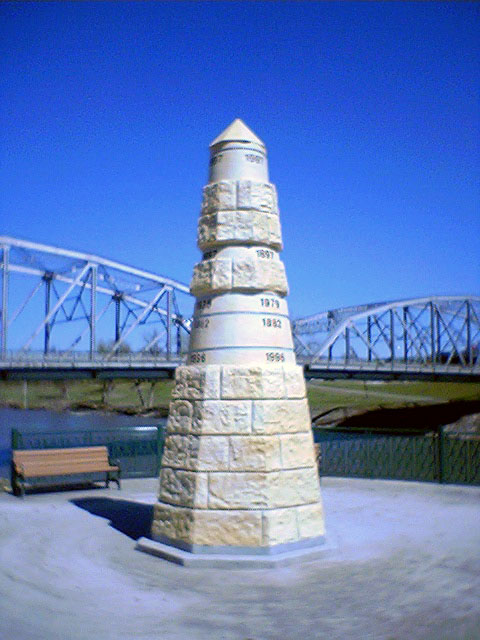
レッド川洪水記念碑

グランドフォークスは北緯47度55分31秒 西経97度1分57秒 / 北緯47.92528度 西経97.03250度に位置する。ファーゴからは北へ約130km、カナダ・マニトバ州ウィニペグからは南へ約230kmである。カナダとの国境になっている北緯49度線からは南へ約130kmである。
アメリカ合衆国国勢調査局によると、グランドフォークス市は総面積52.03km2（20.09mi2）である。そのうち51.57km2（19.91mi2）が陸地で0.47km2（0.18mi2）が水域である。総面積の0.90%が水域となっている。
市域はノースダコタ州北東部、ミネソタ州との州境になっているレッド川の西岸、レッド・リバー・バレーと呼ばれる平原上に広がる。市名に含まれる「フォークス」とは、日本語では「分岐」という意味で、レッド川とレッドレイク川の合流点（下流側から見れば「分岐」）に由来する。市の標高は254mである。世界でも最も平坦な土地の1つに立地しているだけに、市域内での標高差はほとんど無い。グランドフォークスの市域内に湖は無いが、蛇行しながら流れるレッド川やイングリッシュ・クーリーにより、土地にいくらかの起伏が生じている。
レッド・リバー・バレーの成因は、最終氷期に南進した氷河による侵食である。最終氷期末期に氷河が北退すると、アガシー湖と呼ばれる巨大な氷河湖が形成された。現代のレッド・リバー・バレーは、このアガシー湖の湖底であった。当時のアガシー湖畔の名残は、現代の市西部に連なる丘に見ることができる。

### 気候
グレートプレーンズ上に立地し、山岳と大洋のどちらからも離れたグランドフォークスの気候は大陸性気候であり、ケッペンの気候区分では亜寒帯湿潤気候（Dfb）に属する。アメリカ合衆国農務省によるハーディネスゾーンは4aである。
四季ははっきりしており、短期間のうちに気温が大きく変わる。気候の変動を緩和する山脈や水面から遠く離れているため、グランドフォークスは非常に寒さの厳しい極高圧帯をはじめ、様々な大気変動の影響を直に受ける。グランドフォークスの冬は長く、寒く、降雪も多い。夏は概ね温暖で、暑くなることもあり、また雷雨が頻発して湿気が多くなる。レイバー・デイを過ぎるとすぐに温暖な季節は終わるが、10月まで暖かくなる日がときどき見られることがある。春や秋は短く、気温や気候が大きく変わりやすい。
最も暖かい7月の最高気温の平均は約27℃に達するが、最低気温は平均13.5℃まで下がり、平均気温は約20℃である。最も寒い1月の平均気温は氷点下14℃、最低気温は平均氷点下19.5℃まで下がり、日中でも氷点下8.5℃程度までしか上がらない。降水量は春季・夏季の6月から8月にかけては多く、月間70-90mm程度、逆に冬季の11月から4月にかけては少なく、月間12-25mm程度、秋季の9月・10月は月間50mm程度である。また、冬季の11月から3月にかけては月間17-27cm程度の降雪が見られる。年間降水量は535mm程度、年間降雪量は120cm程度である。
0℉（氷点下17.8℃）以下に下がることも珍しくない、グランドフォークスの厳しい寒さは、亜寒帯気候にも匹敵する。しかし、5-9月の5ヶ月間にわたって月平均気温が10℃を上回るため、分類上は湿潤大陸性気候の範疇に入る。
|               | 1月   | 2月   | 3月  | 4月  | 5月  | 6月  | 7月  | 8月  | 9月  | 10月 | 11月 | 12月  | 年    |
| ------------- | ----- | ----- | ---- | ---- | ---- | ---- | ---- | ---- | ---- | ---- | ---- | ----- | ----- |
| 平均気温（℃） | -14.1 | -11.1 | -3.8 | 5.6  | 12.7 | 17.8 | 20.3 | 19.5 | 13.8 | 6.2  | -3.3 | -11.4 | 4.4   |
| 降水量（mm）  | 20.3  | 12.7  | 25.4 | 25.4 | 68.6 | 88.9 | 81.3 | 73.7 | 53.3 | 50.8 | 25.4 | 15.2  | 535.9 |
| 降雪量（cm）  | 27.2  | 16.8  | 18.3 | 6.6  | 0.3  | -    | -    | -    | -    | 3.8  | 19.6 | 27.2  | 119.8 |

### 都市概観

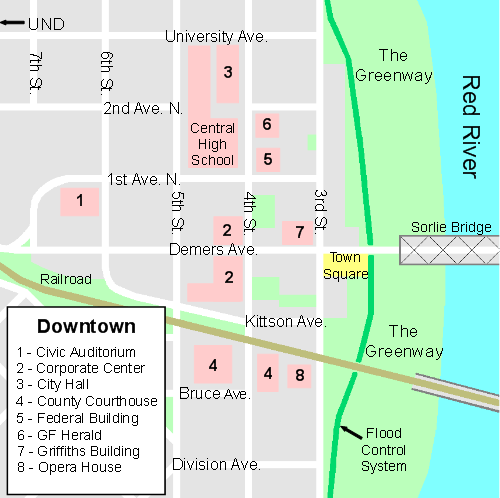
グランドフォークス市中心部の地図

グランドフォークス市内の街路は概ね整然と区画されており、南北に通る通りはストリート、東西に通る通りはアベニューと呼び分けられている。ただし、市中心部においてのみ例外的に、レッド川と平行して北西-南東に通る通りがストリート、垂直に北東-南西に通る通りがアベニューと呼ばれている。ストリートとアベニューの両方に数字がついており、ストリートはレッド川から離れるほど、アベニューは市の目抜き通りであるデマーズ・アベニューから離れるほど、それぞれ数字が大きくなる。ストリート、アベニューとも、北と南はデマーズ・アベニューを境にしている。一方、東と西の区別は無い。
グランドフォークスにはいくつかの地区がある。レッド川沿いは最も早くから開発が始まった場所で、市中心部を含め、市で最も古くからある地区が並ぶ。また、市中心部とノースダコタ大学の間も早くから開発が始まった場所で、歴史的建築物が点在する。
市中心部は2005年に歴史地区として国家歴史登録財に登録されており、数多くの歴史的建築物が建ち並んでいる。一方で2006年、市のリーダーたち、および開発業者は、古いオフィスビルを高級コンドミニアム・アパートに転用したり、新たに建てたりして、市中心部に職住近接型の高級住宅を造る計画を発表した。2019年現在においても、市中心部におけるコンドミニアムやアパートの建設ラッシュは続いている。
また、市中心部は市や郡の政治の中心でもある。加えて、市中心部では地域の大きなイベントや祭りも行われる。毎年6月中旬から9月末までは、毎週土曜日に、デマーズ・アベニューと3rdストリートとの東角に立地するタウン・スクエアで農産品市場が開かれる。

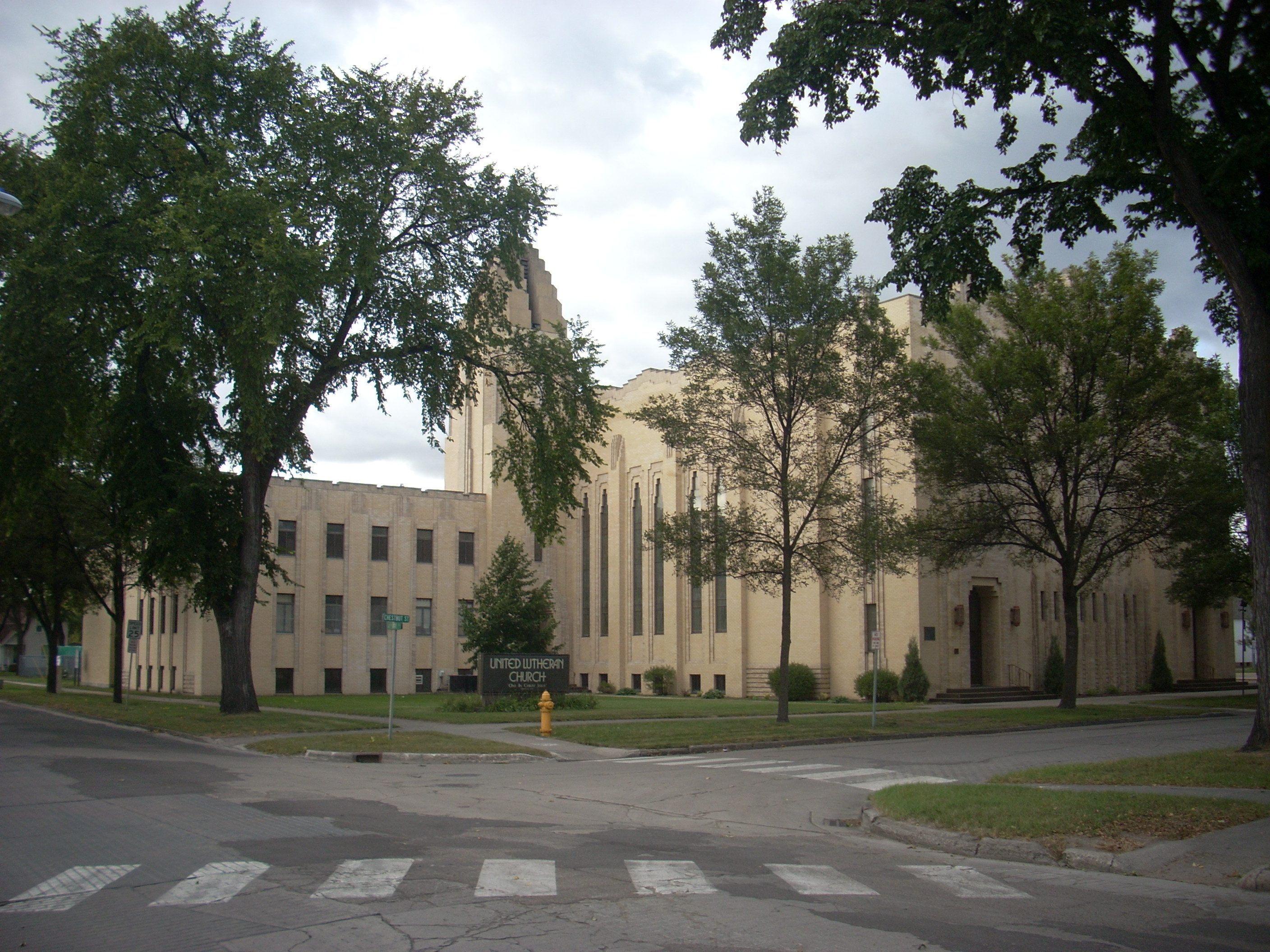
ユナイテッド・ルーテル教会

市中心部のすぐ南には、歴史的な建築様式で建てられた家屋が街路に建ち並ぶ、ニアー・サウス・サイド歴史地区が広がる。この歴史地区は2004年に国家歴史登録財に登録され、2006年に指定範囲が拡大された。この歴史地区の北端、ベルモント・ロード、サウス6thストリート、およびガートゥルード・アベニューに囲まれた三角形の公園には、北軍陸海軍軍人会の像が立つ。その2ブロック西には、1991年に単体で国家歴史登録財に登録されている、ユナイテッド・ルーテル教会が建っている。地区東端を南北に通るリーブズ・ドライブ沿いには、独特な建築様式で建てられた歴史的な家屋が、堤防建設用地確保のために存亡の危機に立たされながらも、陸軍工兵隊の尽力もあって取り壊しを免れ、数多く保存されている。
一方、市の南部および西部には、比較的新しく開発された地区が広がっている。1978年にコロンビア・モールが開店して以来、32ndアベニュー・サウス沿いには大型店や飲食店が建ち並ぶようになり、商業地区として急速に発展した。2001年には、コロンビア・モールの近くに、グランドフォークス・マーケットプレイスというモールも開店した。
ノースダコタ大学のキャンパスとその周辺にも、同学の校舎をはじめとする様々な歴史的建築物が建ち並び、一帯は2009年にノースダコタ大学歴史地区として国家歴史登録財に登録されている。その一方で、2000年以降、ノースダコタ大学書店や、同学の男子アイスホッケーチームの本拠地であるラルフ・エンゲルスタッド・アリーナを中心に、ユニバーシティ・ビレッジという、新しい商業地区の開発が進められている。

## 政治

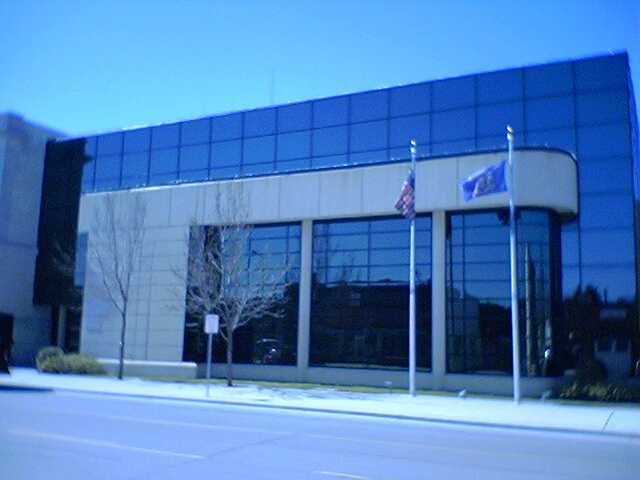
グランドフォークス市庁舎

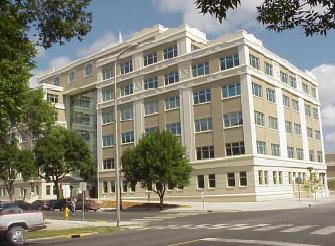
グランドフォークス郡政府庁舎

グランドフォークスは市長制を採っている。市長は市政府行政の最高責任者であり、日々の行政実務を監督する権限を有し、責任を負う。そのため、市政府各局、および各局長と直接協働して職務を遂行する。また、市長は儀礼的な場において、市の顔、市の代表としての役割も果たす。そして、市長はグランドフォークスの市民に対して、究極的・全面的に責任を負う。市長は全市からの投票で選出され、その任期は4年である。
加えて、グランドフォークス市政府はシティー・アドミニストレーターという、シティー・マネージャー制におけるシティー・マネージャー的な職務を果たすポストも有している。シティー・アドミニストレーターは市長の任命によって就任し、市政府14局とその職員を予算の枠内で指揮・監督することで、市長や市議会が提示する市の戦略的施策を遂行する。
市議会は7人の議員から成っている。7人の市議員すべてが、市を7つに分けた小選挙区から1人ずつ選出され、その任期は4年である。市議会は市の立法機関として、市の法律や条例、政策の策定に責任を負う。市議会は月2回、毎月第1月曜日と第3月曜日に開かれ、市政府のテレビ局であるGFTV（チャンネル2）で生中継される。

## 経済

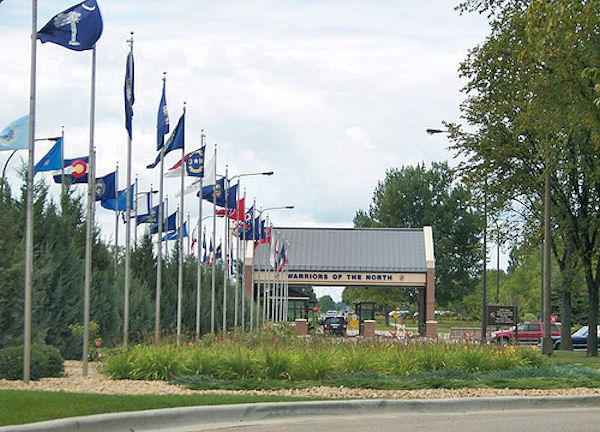
グランドフォークス空軍基地

グランドフォークスの地域経済は1つの産業に依存していない。依然として農業が重要な役割を果たしてはいるものの、他にも教育、防衛、医療、製造業、食品加工と、グランドフォークスの地域経済は公共・民間を交えて、比較的多角化している。州政府（ノースダコタ大学）と連邦政府（グランドフォークス空軍基地）はグランドフォークス都市圏における最大の雇用主のうちの2つを占めている。グランドフォークス空軍基地は配備されている軍人のほか、文官も多数雇用している。アルトゥル・ヘルス・システムは、民間としてはグランドフォークス最大の雇用主である。

### 主な雇用主

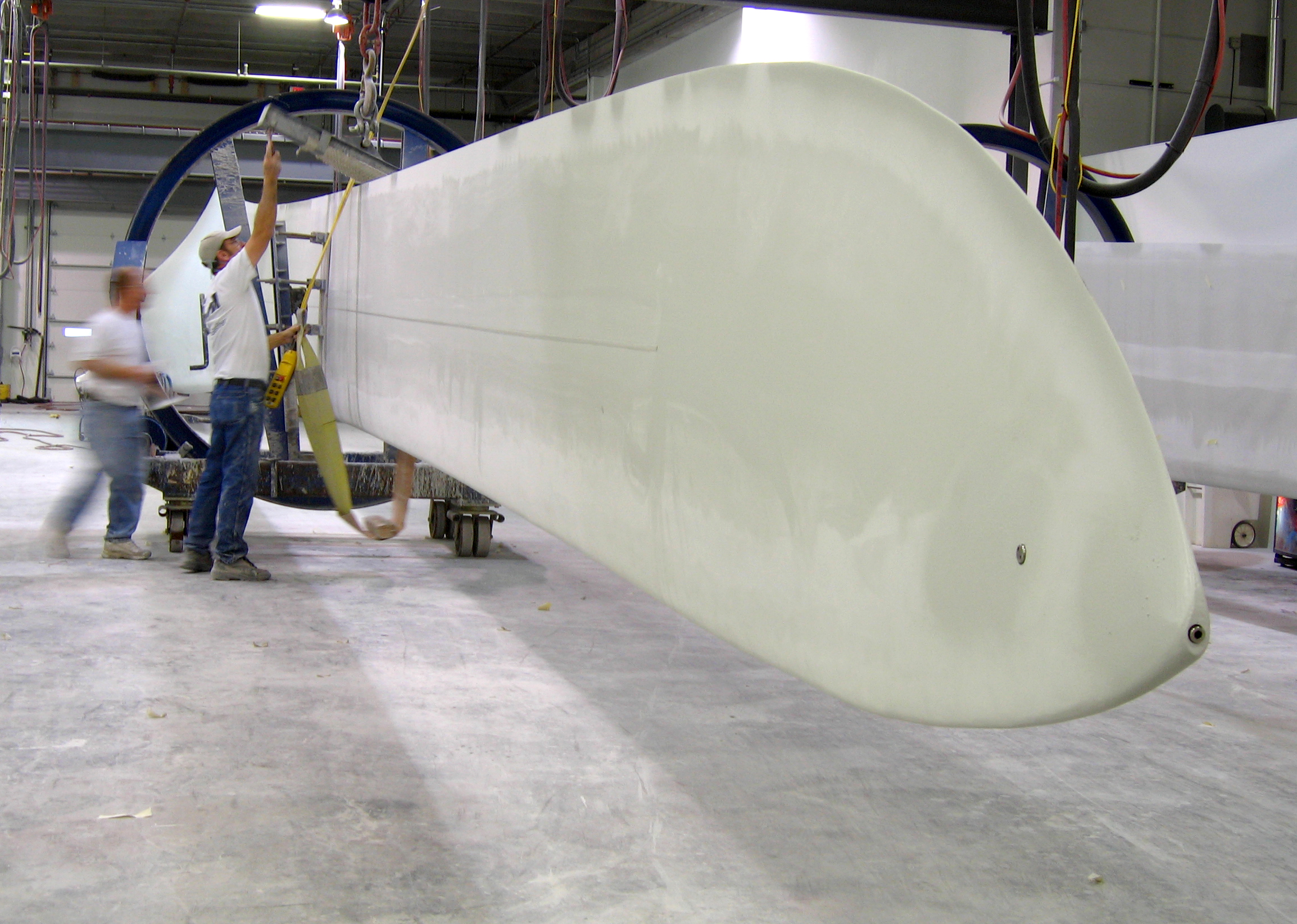
風力タービンのブレードの生産に携わるLMウィンドパワー社の従業員

市の総合年間財務報告書によると、2017年現在、グランドフォークスにおける最大の雇用主トップ10は下表の通りである。
| 順位             | 雇用主名                     | 雇用者数 | 労働人口に 対する比率 |
| ---------------- | ---------------------------- | -------- | --------------------- |
| 1                | アルトゥル・ヘルス・システム | 4,200人  | 12.84%                |
| 2                | ノースダコタ大学             | 4,055人  | 12.39%                |
| 3                | グランドフォークス空軍基地   | 1,300人  | 3.97%                 |
| 4                | グランドフォークス公立学区   | 1,100人  | 3.36%                 |
| 5                | LMウィンド・パワー           | 1,000人  | 3.06%                 |
| 6                | バレー・メモリアル・ホーム   | 778人    | 2.38%                 |
| 7                | グランドフォークス市政府     | 499人    | 1.53%                 |
| 8                | ヒューゴズ                   | 450人    | 1.38%                 |
| 9                | J・R・シンプロット           | 440人    | 1.34%                 |
| 10               | アレラス・フィナンシャル     | 400人    | 1.22%                 |
| 上位10雇用主小計 | 上位10雇用主小計             | 14,222人 | 43.47%                |
| 労働人口         | 労働人口                     | 32,716人 | 100.00%               |

グランドフォークスに拠点を置く主な製造業者としては、デンマークに世界総本社を置く風力タービン製造のLMウィンド・パワー（2017年4月20日よりゼネラル・エレクトリック傘下）や、ミネソタ州ダルースに本社を置く軽飛行機製造のシーラス・エアクラフトが挙げられる。食品加工業者としては、アイダホ州ボイシに本社を置くジャガイモ加工のJ・R・シンプロットや、全米唯一の州有製粉所であるノースダコタ・ミル・アンド・エレベーターがある。小売業向け情報技術支援のSEIインフォメーション・テクノロジーズは、グランドフォークスおよびモンタナ州ミズーラに拠点を置いている。Amazon.comもかつてグランドフォークスに拠点の1つを置いていたが、2018年に撤退した。その他、グランドフォークスの主な地元企業としては、金融業者アレラス・フィナンシャルやスーパーマーケットチェーンのヒューゴズといった上表にも挙げられているもののほか、ホームセンターチェーンのホーム・オブ・エコノミーが挙げられる。
小売業やサービス業も地域経済において重要な役割を果たしている。かつては、市中心部がグランドフォークスにおける商業の中心地であったが、今日では、市中心部は小さな店舗や飲食店が並ぶにとどまり、代わりに幹線道路沿いにショッピングモールを有する市南部が商業の中心地となっている。グランドフォークス市内には3つの大きなショッピングモールがある。サウス・ワシントン・ストリート沿いに建つグランド・シティーズ・モールは1964年に開館した、その3つの中では最古のもので、主に地元の小さな商店が入っているが、Kマートも入っている。サウス・コロンビア・ロードと32ndアベニュー・サウスの北西角に立地するコロンビア・モールは市最大のショッピングモールで、J.C.ペニーとシールズを筆頭に、アメリカン・イーグル、クレアーズ、エディー・バウアー、GAP、ヴィクトリアズ・シークレット等、約60店舗が入っている。かつてはメイシーズおよびシアーズも入っていたが、前者は2017年に、また後者は2018年に、ともに撤退した。コロンビアモールとサウス34thストリートを隔てた西側、州間高速道路29号線を降りてすぐの所に立地するグランドフォークス・マーケットプレイスは3つの中で最も新しいもので、スーパーターゲット、ベスト・バイ、ロウズ、オールド・ネイビー、IHOP等が入っている。カナダドルとアメリカ合衆国ドルの為替レートによっては、マニトバ州、ことにウィニペグからグランドフォークス都市圏に多くの買物客が訪れることもある。

### 経済開発
市政府は経済開発に参画し、既存企業の成長、および新たな企業の誘致を促している。州の消費税5%に加えて、市は2.25%の消費税を課しているが、そのうちの約0.2%分は、グランドフォークス成長ファンド等の経済開発費に使われている。一定の基準を満たした企業は、このファンドから低利子での借り入れ、もしくは給付を受けることができる。また、法人税や固定資産税の減免措置もある。また、市政府はグランドフォークスとその周辺地域の企業の成長を、資金とコンサルティングの両面で補助する、半官半民のグランドフォークス地域経済開発公社（Grand Forks Region Economic Development Corporation、EDC）にも、郡政府や地元企業と共に、その資金を提供している。
ノースダコタ大学の存在も地域経済開発に寄与している。1951年に鉱山省のロバートソン褐炭研究所（その後1977年にエネルギー省に引き継がれ、1983年よりノースダコタ大学に編入）として設立されたエネルギー・環境研究センターには、1890年代にノースダコタ大学の化学教授アール・バブコックが行った、州の豊富な褐炭資源とその使途に関する研究の資産が大きく寄与している。1984年に設立された同学の技術革新センター（UND Center for Innovation）は、特にハイテク系の起業を後押しする役割を担っている。2009年に開館した同学の技術アクセラレーターは、生命科学と先端技術の分野で、ビジネスにつながる研究の場を提供している。そして、これらの研究施設での成果は、全米初の無人航空機に特化したビジネスパークである、グランドフォークス空軍基地内に立地するグランド・スカイ・ビジネス・パークで実を結ぶ。

## 医療

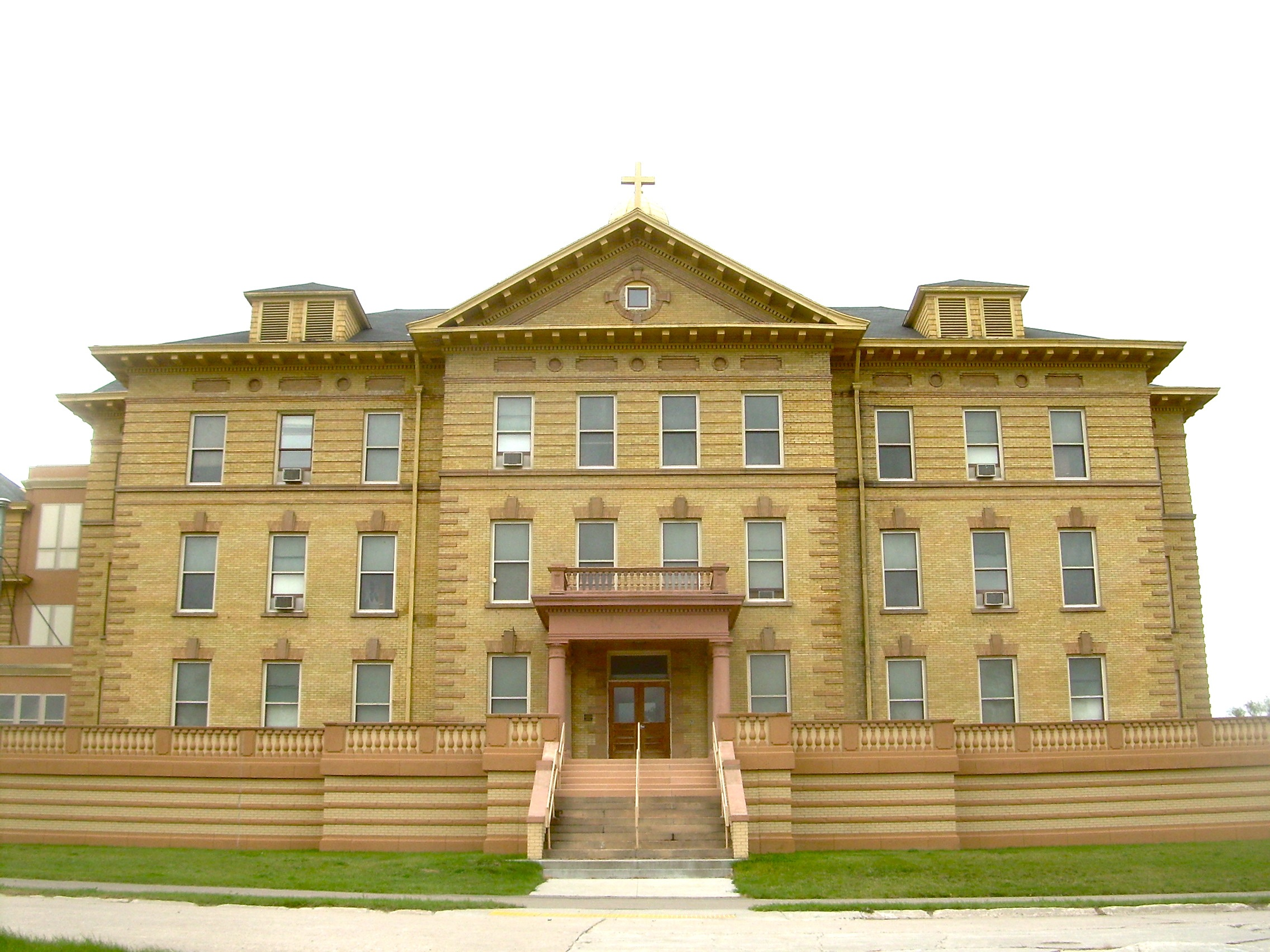
旧聖マイケルズ病院。1995年に国家歴史登録財に登録された。

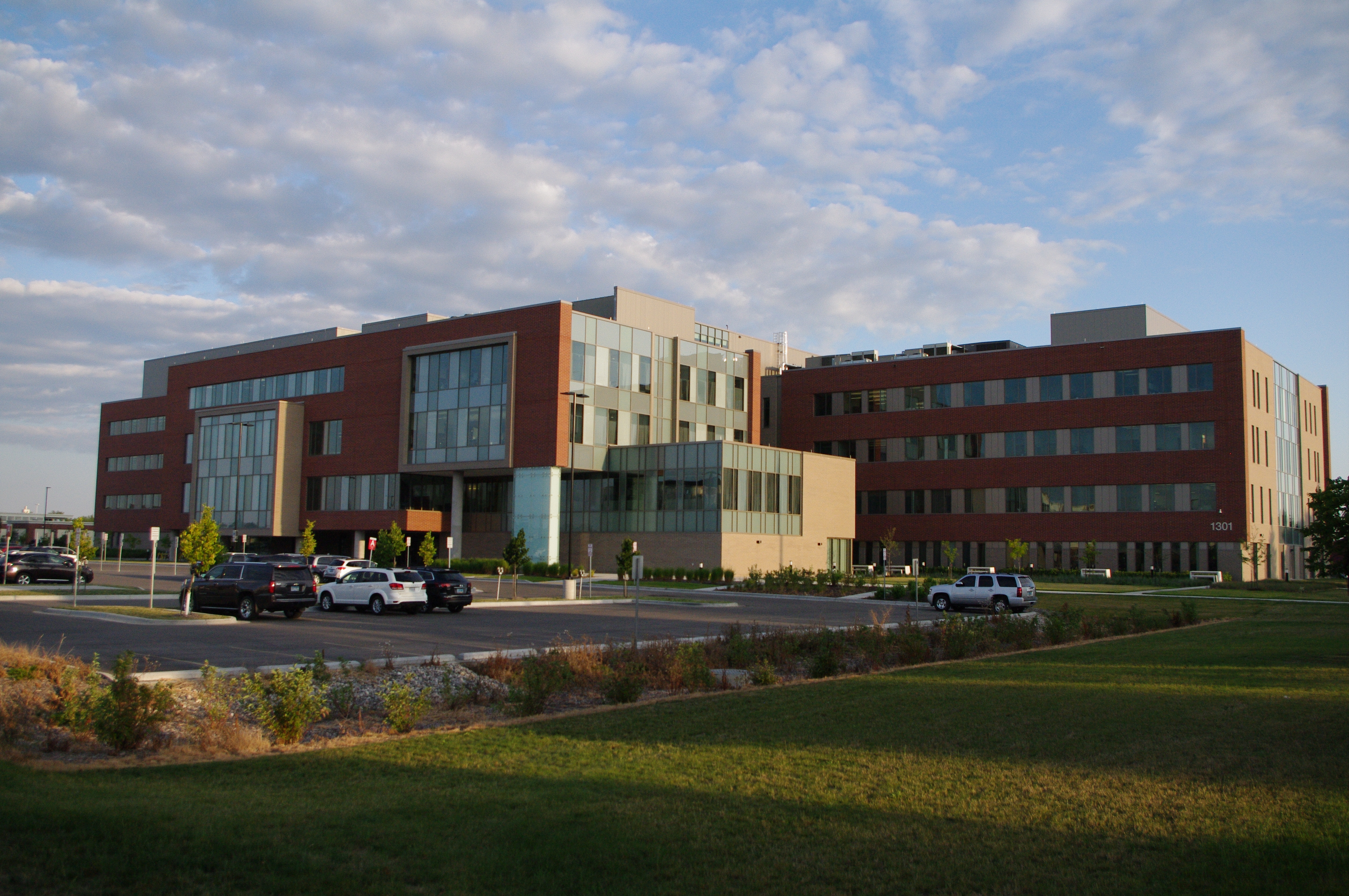
2016年に完成したノースダコタ大学医学部本部

グランドフォークスに本部を置くアルトゥル・ヘルス・システムは、ノースダコタ州北東部およびミネソタ州北西部にまたがる、200,000人以上の人口を抱えるこの地域における最大の医療事業者である。同システムは1892年に前身の1つであるセント・ルークス病院（1899年にデーコンネス病院に改称）が市中心部に創設されて以来の歴史を持っている。同じく前身の1つであるグランドフォークス・クリニックは1900年に3人の医師によって設立され、州最初の耳鼻咽喉科・放射線科・内科・外科・産科の認証専門医を抱えた。その後1971年にデーコンネス病院と聖マイケルズ病院が合併してユナイテッド病院に、さらに1997年にそのユナイテッド病院とグランドフォークス・クリニックが合併してアルトゥル・ヘルス・システムとなった。同システムは専門職・サポート系職員あわせて4,000人以上を雇用し、200人以上の医師を抱えている。同システムは2011年にメイヨー・クリニックのケア・ネットワークに加盟した、最初のメンバーである。また、アルトゥル・ヘルス・システムは、前述の通り私企業としてはグランドフォークス最大の雇用主にもなっている。

## 交通

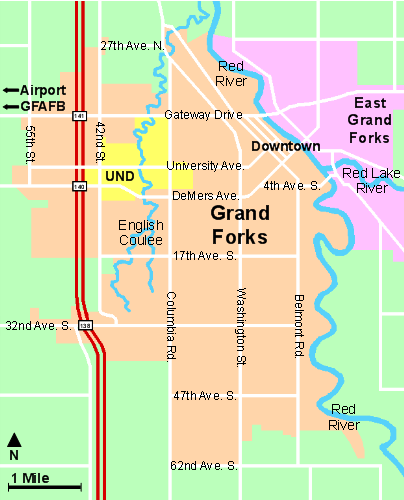
グランドフォークスの道路地図

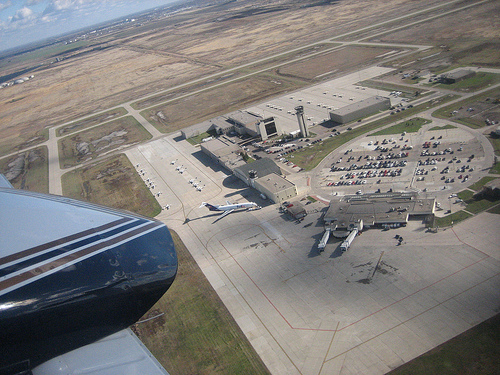
グランドフォークス国際空港

グランドフォークスの空の玄関口であるグランドフォークス国際空港（IATA: GFK）は市中心部の北西約9km、国道2号線沿いに立地している。同空港の離着陸回数は年間30万回以上を数え、ノースダコタ州内では群を抜き、全米でも25位以内に入る。しかし、その大部分は同空港で飛行訓練を行っているノースダコタ大学航空宇宙学部によるものであり、定期旅客便はデルタ航空によるミネアポリス・セントポール便、およびアレジアント・エアによるラスベガス便、フェニックス・メサ便、オーランド・サンフォード便（季節運航）が就航しているにとどまる。2011年には、新しいターミナルビルが完成した。この空港はフェデックスの地域ハブの1つにもなっていたが、同社は2016年11月にファーゴのヘクター国際空港にその機能を移転させた。
州間高速道路I-29は市西部を南北に通っている。I-29はカンザスシティから北へ、グレートプレーンズ東縁北部を縦断する高速道路である。グランドフォークスから南へはファーゴやスーフォールズ方面へ、また北へはカナダとの国境へと通じ、国境を超えるとマニトバ幹線州道75号線に直結してウィニペグへと通ずる。合衆国本土北端を横断する国道2号線は、グランドフォークス市内ではゲートウェイ・ドライブという名の通りになっており、市中心部やノースダコタ大学キャンパスの北を通り、グランドフォークス国際空港、グランドフォークス空軍基地や、イーストグランドフォークスへと通ずる。国道81号線はI-29と重複指定されている。この国道81号線の通勤別線は32ndアベニューおよびワシントン・ストリートとなっており、沿道は大型店舗が建ち並ぶ郊外型商業地区となっている。

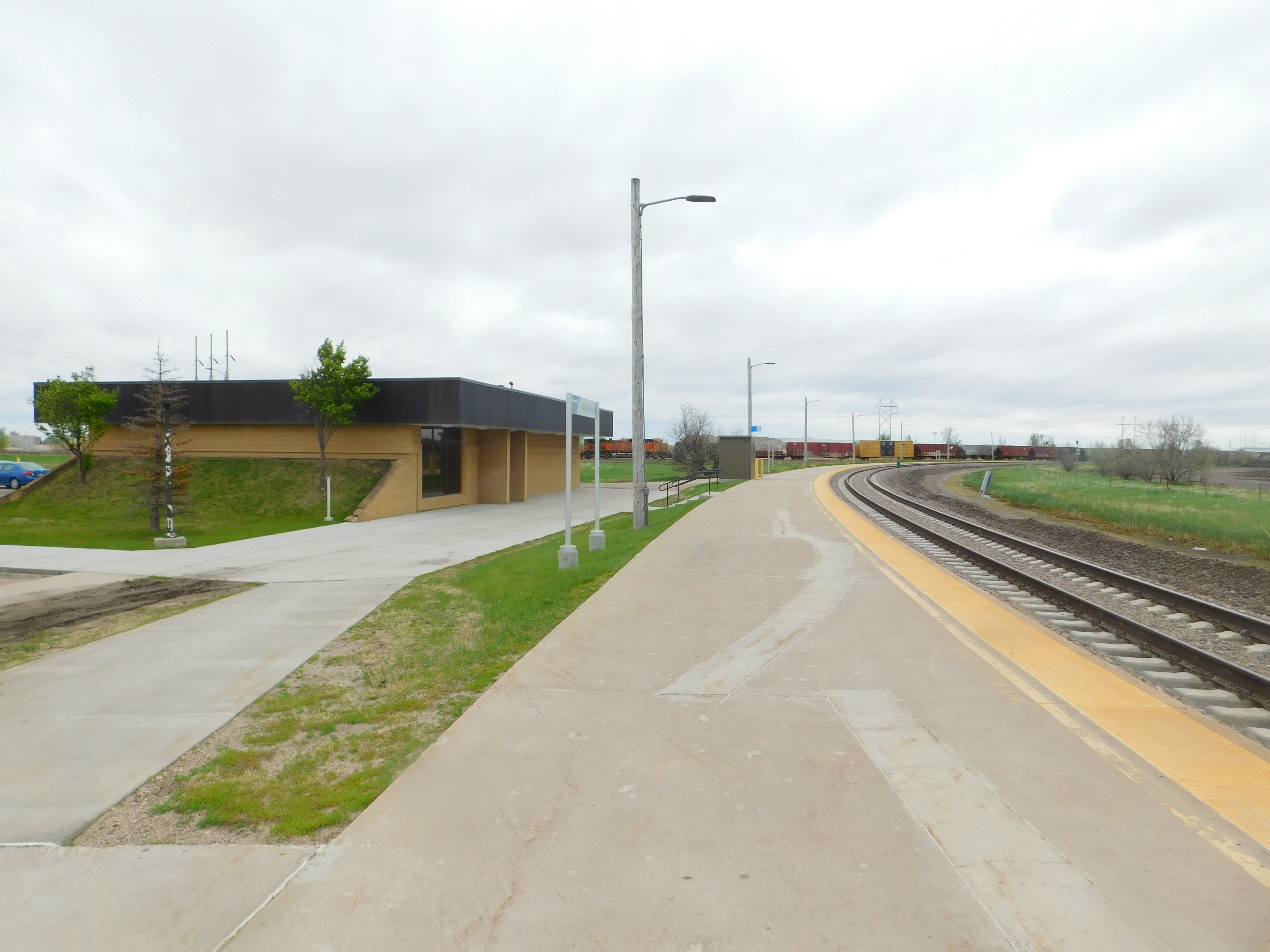
アムトラックのグランドフォークス駅

BNSF鉄道はグランドフォークス市内および周辺に線路を敷いている。同社の線路の上を走り、シカゴとシアトル・ポートランドとを結ぶアムトラックの長距離列車エンパイア・ビルダー号は、西行、東行とも1日1便、グランドフォークス駅に停車する。しかし、この駅はデマーズ・アベニュー沿いではあるものの市西端、デルタ線の内側にあり、市中心部からは約6km離れている。
グランドフォークス市内の公共交通機関としては、市政府の交通局であるシティーズ・エリア・トランジット（CAT）が路線バスを運行している。この路線バス網は11系統を有し、グランドフォークス・イーストグランドフォークス両市をカバーしている。ノースダコタ大学の学生は、学生証を提示すれば無料で乗車できるようになっている。市中心部に立地する同局のバスターミナルはグレイハウンドと提携しているジェファーソン・ラインズのバスターミナルも兼ねており、ファーゴやミネアポリスへのバスが発着する。

## 教育

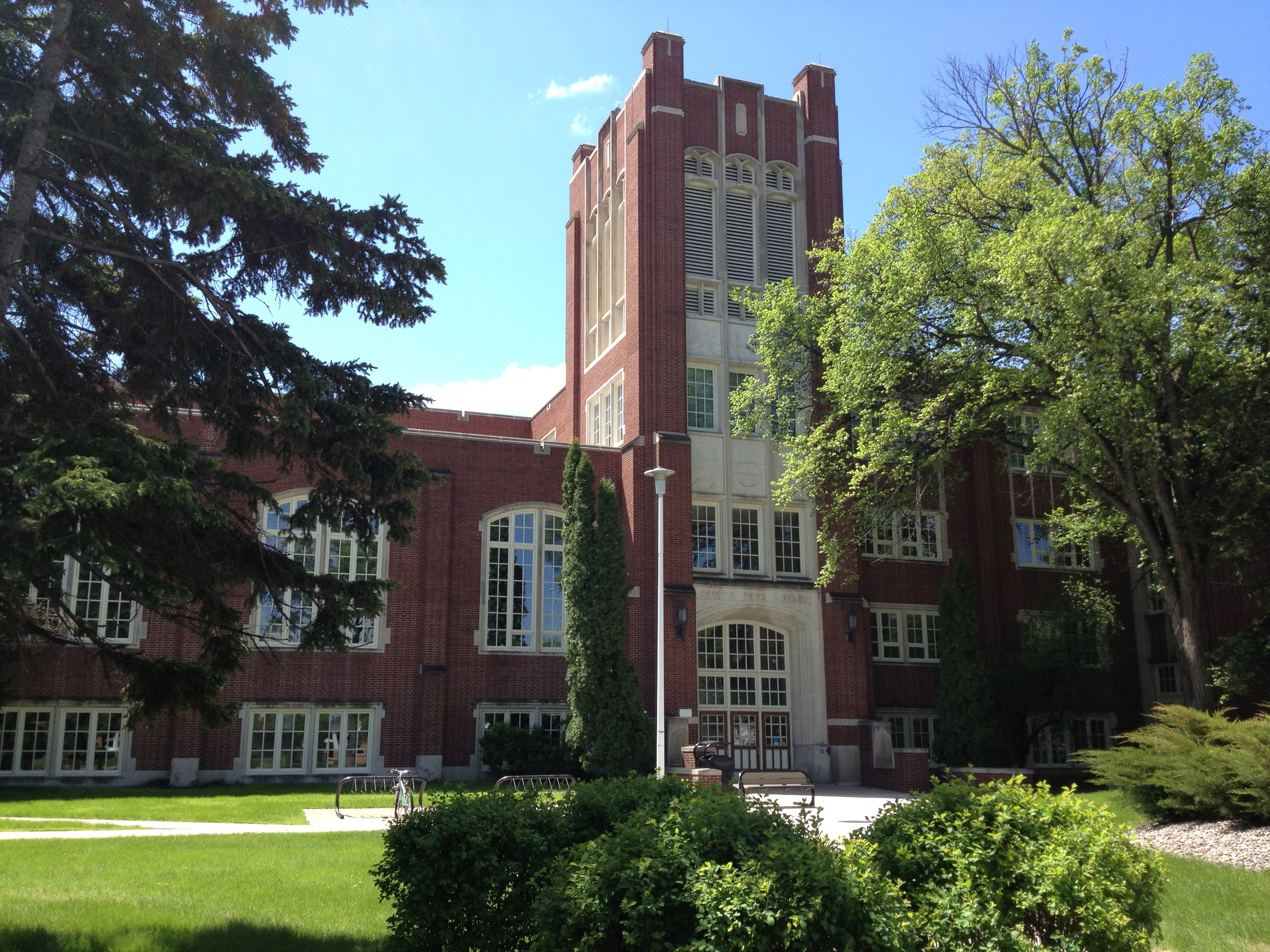
ノースダコタ大学

ノースダコタ大学（UND）は市中心部の西約3kmに550エーカー（2,226,000m2）のキャンパスを構えている。同学はノースダコタ州創設に先立つこと6年、1883年に創立した州最古の高等教育機関である。同学は8つの学部、および州唯一のロースクール・メディカルスクールを含む大学院を有する州立総合大学で、学部で225以上、大学院で120以上の専攻プログラムを提供し、約14,000人の学生を抱えている。その中でも、同学は航空宇宙学部、特にパイロット養成に力を入れており、この分野においては全米でもパデュー大学、オハイオ州立大学、エンブリー・リドル航空大学等と並んでトップクラスに位置付けられている。東海大学のパイロット養成コースである工学部航空宇宙学科航空操縦学専攻の学生は、2-3年次に同学に15ヶ月間留学して飛行訓練を受ける。また、同学は全学的にも、宇都宮大学と交流協定を締結している。ノースダコタ大学は、USニューズ&ワールド・レポートの大学ランキングでは、全米の総合大学の中で250位前後という評価を受けている。
レッド川を挟んだ対岸、ミネソタ州イーストグランドフォークスには、地元コミュニティ・カレッジのノースランド・コミュニティ・アンド・テクニカルカレッジが置かれている。また、その南東約40km、同州ポーク郡の郡庁所在地であるクルックストンには、ミネソタ大学システムの一角を成す、ミネソタ大学クルックストン校が置かれている。

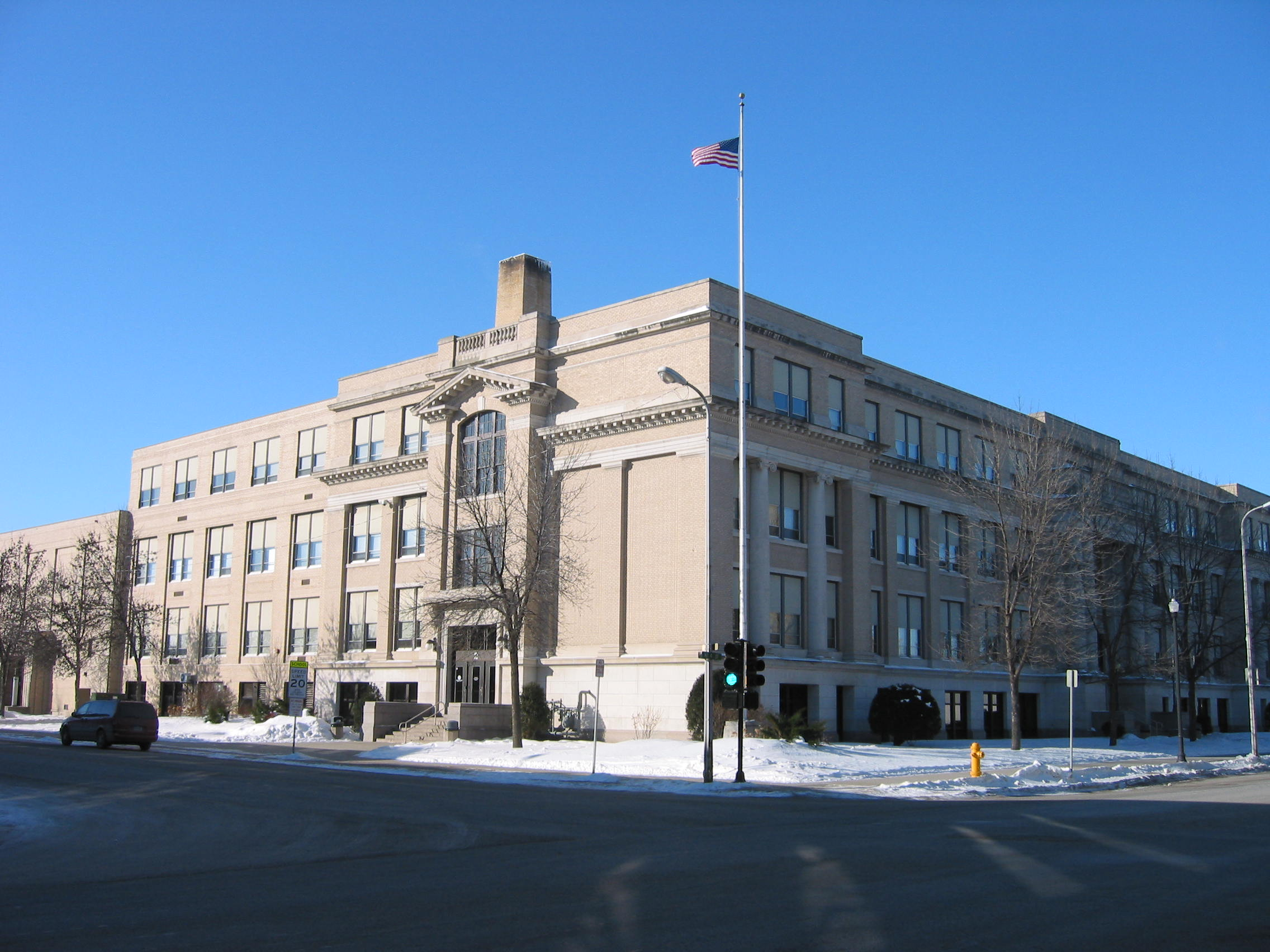
市中心部に立地するセントラル高校

グランドフォークスにおけるK-12課程は、グランドフォークス公立学区、およびグランドフォークス空軍基地公立学区の管轄下にある公立学校によって主に支えられている。両学区あわせて小学校（1-5年生）11校、中学校（6-8年生）3校、小中一貫校1校、高校（9-12年生）2校、およびオルタナティブ教育高校1校を有し、約7,400人の児童・生徒を抱え、約1,600人の教職員（教員750名、管理系職員850名）を雇用している。また、州直轄のノースダコタ盲学校はグランドフォークスに置かれている。このほか、カトリックのファーゴ司教区はグランドフォークスに小学校2校を置いている。グランドフォークス都市圏内に置かれているカトリック系の高校は、クルックストン司教区管轄区域、イーストグランドフォークスに置かれている、聖心高校1校のみである。イーストグランドフォークスには、無宗派のキリスト教系小中一貫校、リバーサイド・クリスチャン・スクールも置かれている。

## 文化

### 美術館と博物館
ノースダコタ大学の存在もあって、グランドフォークスは様々な芸術や文化に触れる機会を提供している。ノースダコタ大学のキャンパス内に立地するノースダコタ美術館は、もともと1970年代中盤に同学のギャラリーとして始まり、1981年に州議会の議決により、州の公式な美術館となったものである。同館は主に、1970年代以降の国内外の現代芸術作品、および地域のネイティブ・アメリカンによる作品を収蔵・展示している。また、同館敷地の庭園には、屋外展示物として彫刻作品が展示されているほか、ボタン園も併設されている。
ノースダコタ美術館のほか、ノースダコタ大学は学長室や図書館等、キャンパス内の至るところに、同学が収蔵する芸術作品を展示している。また、同学は市中心部に立地するエンパイア芸術センター（後述）内にもギャラリーを有しており、そこでも国内外の近現代芸術作品、および地域の芸術家による作品を展示している。

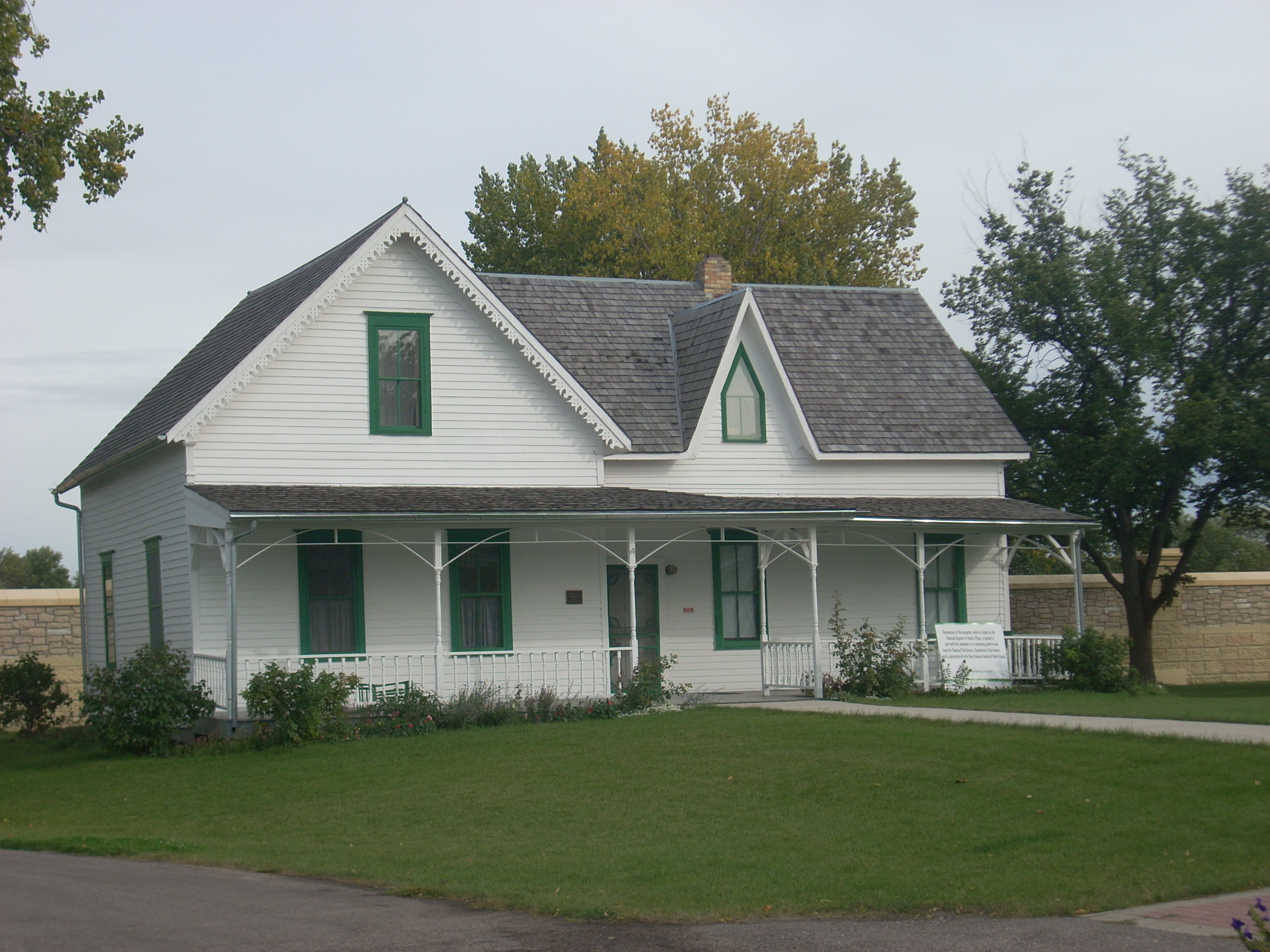
キャンベル邸

市中心部から南へ約3.5km、グランドフォークス都市圏緑道に程近いベルモント・ロード沿いには、グランドフォークス郡歴史協会が立地している。その敷地内に建つ小さな歴史博物館のうちの1棟、1976年にキャンベル邸と同様のゴシック・リバイバル様式で建てられたマイラ博物館は、氷河時代から入植初期を経て現代に至るまでのグランドフォークスの歴史に関する事物を展示している。同じ敷地内には、1890年代にこの場所に建てられ、2004年に堤防建設用地確保のためにわずかに移設された歴史的な家屋であるキャンベル邸、第二次世界大戦直後のラストロン社製プレハブ家屋、グランドフォークスの入植初期、1868年に建てられた丸太造の郵便局、および、1917年に建てられたブルーミング・タウンシップ校舎が建っており、いずれも歴史博物館として一般に公開されている。

### 舞台芸術

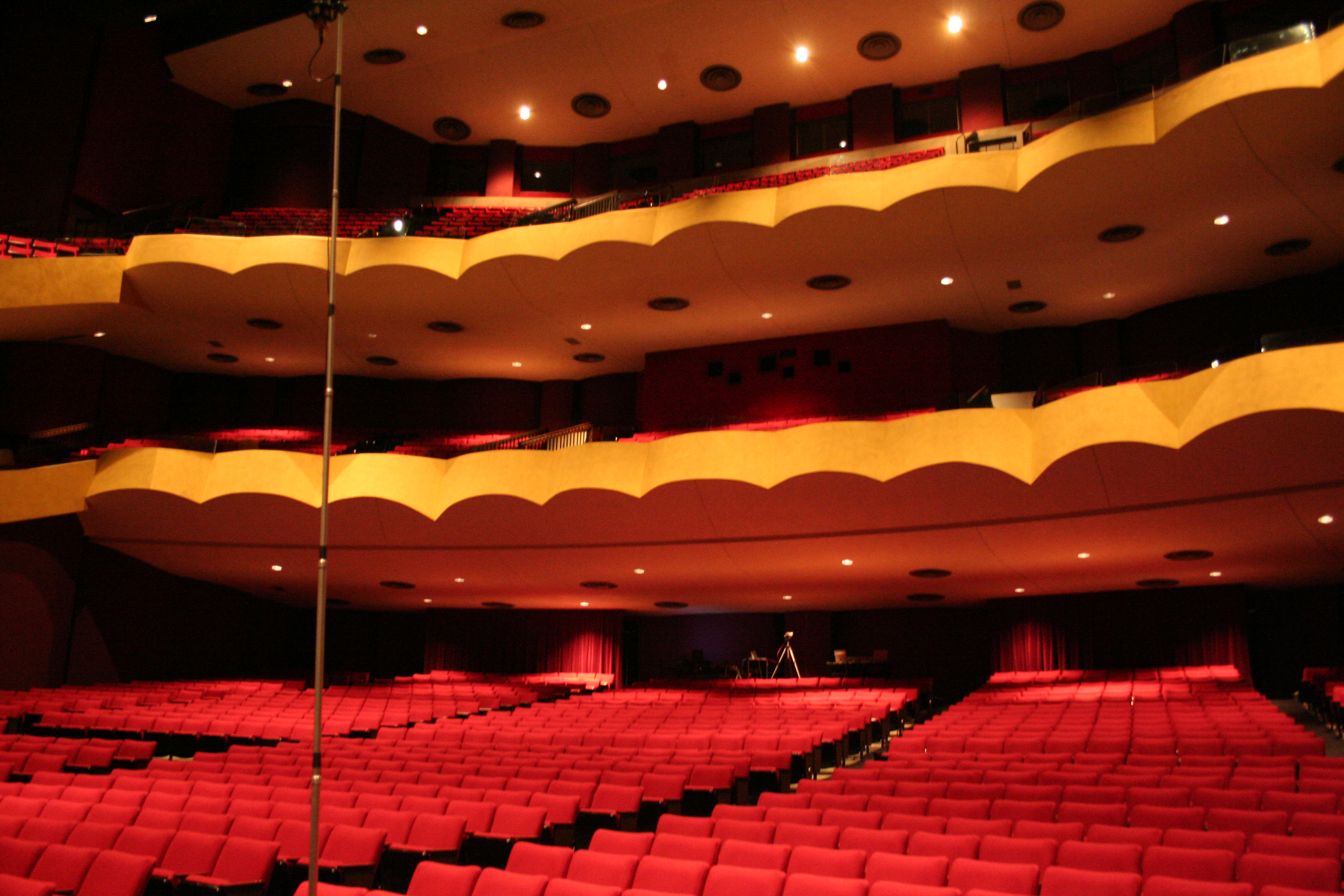
チェスター・フリッツ講堂

ノースダコタ大学教養学部は舞台芸術学科、および音楽学科も有している。1910年に建てられた、キャンパス内に立地するバートネス・シアターでは、学期中を通じて同学の学生による公演が行われる。また、1965年に建てられた、2,400席を有する同学のチェスター・フリッツ講堂では、ブロードウェイのミュージカルを含む、様々な音楽・演劇等の公演が行われる。
市中心部のデマーズ・アベニュー沿い、4thストリートと5thストリートの間に立地するエンパイア英術センターでは、一年中を通して様々な文化的イベントが行われる。同センターは、もともとは1919年に建てられた映画館で、1994年に閉館後改修が始められ、1997年にレッド川の大洪水による被害を受けながらも改修が続行され、1998年に総合的な舞台芸術施設として開館した。ノースダコタ州唯一のプロ劇団であるエンパイア劇団は、このエンパイア芸術センターを本拠地にしている。また、同じく市中心部、エンパイア芸術センターの3ブロック北西に立地するファイア・ホール・シアターは、グランドフォークス都市圏コミュニティ・シアターの本拠地となっており、その公演が行われる。
地元オーケストラのグランドフォークス都市圏交響楽団は1908年に結成されて以来、この地に本拠を置いて演奏し続けている。もう1つの地元楽団であるグランドフォークス・シティ・バンドは、1884年に結成されて以来、地元の音楽愛好家が集まって運営し、市内で演奏会を開いている。地元合唱団のグランドフォークス・マスター・コラールズは1983年に結成され、その名が示す通りコラールを中心に歌唱している。1962年に結成されたノースダコタ・バレエ団はグランドフォークスに本拠を置いており、チェスター・フリッツ講堂でも公演を行っている。夏季舞台芸術団（Summer Performing Arts Company、SPA）は、市内の小学・中学・高校生（幼稚園・1-11年生）を対象とした演奏や演技の指導、および所属児童・生徒による公演を行っている団体である。同団体は、3-9年生の児童・生徒から成るグランドフォークス少年合唱団も運営している。

### スポーツ
| ラルフ・エンゲルスタッド・アリーナ |  | ラルフ・エンゲルスタッド・アリーナ |
| ラルフ・エンゲルスタッド・アリーナ |  |                                    |

カレッジスポーツはグランドフォークスで人気があり、ノースダコタ大学ファイティング・ホークスのファン基盤となっている。ファイティング・ホークスは男子8種目、女子9種目で競っており、ほとんどの競技においてNCAAディビジョンIに属するサミット・リーグ（フットボールはFCS（旧I-AA）独立校、アイスホッケーは全米大学ホッケーカンファレンス（National Collegiate Hockey Conference、NCHC）、いずれもディビジョンI）に所属している。中でも、男子アイスホッケーチームは全米屈指の名門として知られ、フローズン・フォー進出22回（歴代3位タイ）、うち全米優勝8回（ミシガン大学に次いで歴代2位タイ、最も直近では2016年）を誇る。また、ディビジョンII時代には、フットボールチームは2001年にディビジョン優勝、2003年にもディビジョン準優勝を飾っている。2006年、同学のスポーツチーム（当時のチーム名はファイティング・スー）は、もともとディビジョンIで戦っていた男女アイスホッケーチーム以外も全て、ディビジョンIに昇格した。
グランドフォークスには主要な屋内競技場が2つ立地する。2001年に開館した市有のアレラス・センターは地域最大のコンベンション・会議施設である。この施設内のアリーナは様々なスポーツ、見本市、コンサート等のイベントに使われており、フットボールやサッカーの試合では13,400席、コンサート等では22,000席を有する。ファイティング・ホークスのフットボールチームも、このアリーナを本拠地としている。アイスホッケーチーム（2017年以降男子のみ）はノースダコタ大学のキャンパス内に立地するラルフ・エンゲルスタッド・アリーナを本拠地としている。1億ドル以上の建設費用をかけて2001年に完成したこのアリーナでは、ファイティング・ホークスのアイスホッケーの試合のほか、氷上イベントやコンサート等のイベントも行われる。このラルフ・エンゲルスタッド・アリーナの西隣に建つ、規模の小さなベティ・エンゲルスタッド・スー・センターは、ファイティング・ホークスの男女バスケットボールチーム、およびバレーボールチーム（女子のみ）の本拠地となっている。

### 公園とレクリエーション

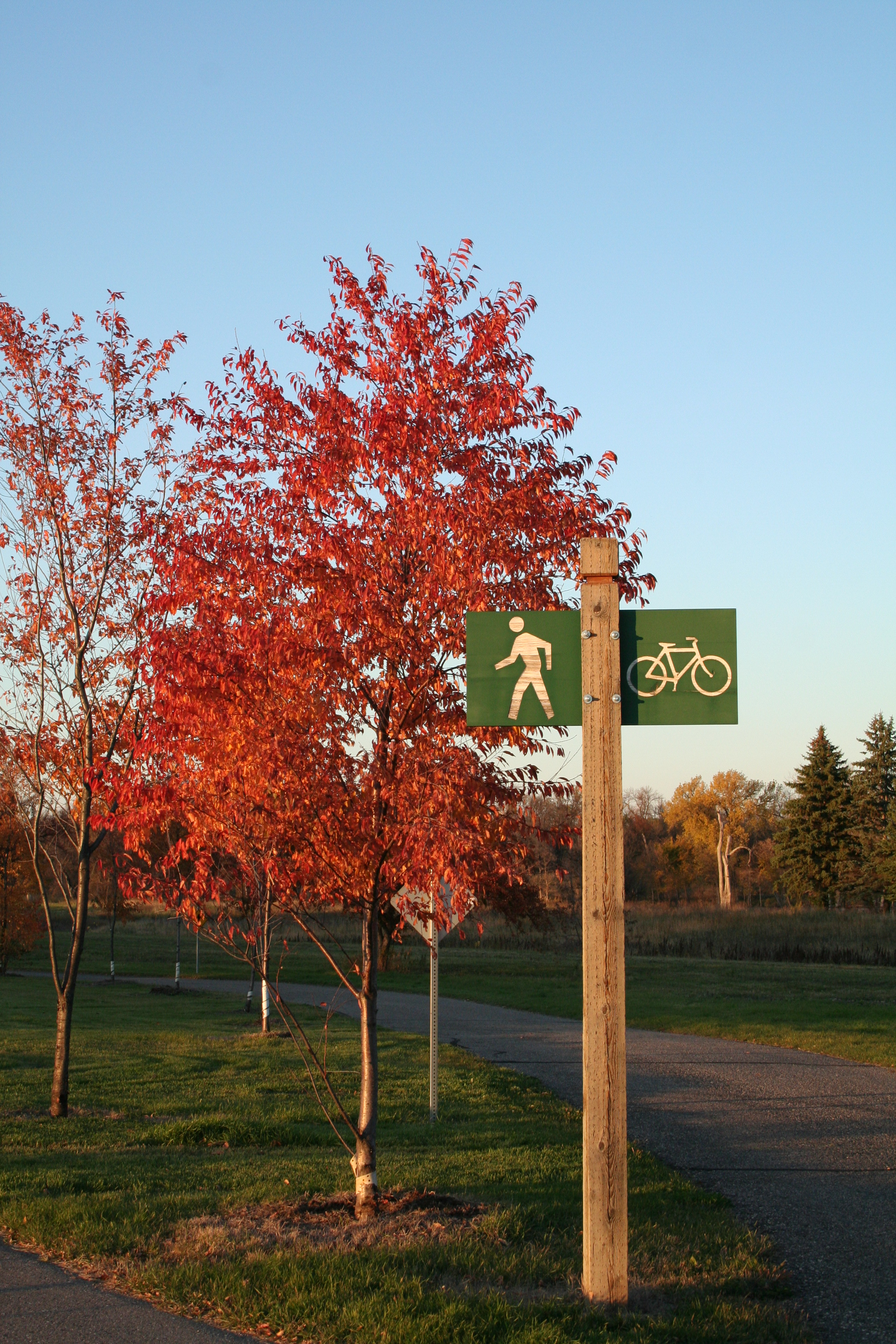
グランドフォークス都市圏緑道の遊歩道と自転車道

グランドフォークス地区公園局（Grand Forks Park District）は、市内33ヶ所の公園のほか、ゴルフ場、プール・水遊び場、アリーナ等を運営している。公園には各種遊具をはじめ、スケートリンク、野球場、サッカー場、ドッグパーク等を備えているところもある。同局が運営する公園の中でも最も大きいものの1つで、ノースダコタ大学の南に立地するサートマ・パークには、栃木県粟野町（現鹿沼市）から贈られた日本庭園がある（後述）。
グランドフォークス市内とその周辺にはいくつかのゴルフ場もある。グランドフォークス地区公園局は2つのゴルフ場を運営している。市中心部から南へ約8km、市域南端、コロンビア・ロード沿いに立地するキングス・ウォーク・ゴルフコースは、アーノルド・パーマーが設計した、本格的な18ホールのコースである。もう1つの、グランドフォークス郡歴史協会のすぐ北のレッド河岸に立地するリンカーン・ゴルフコースは、1909年に造られた、ノースダコタ州では最も長い歴史を持つ部類に入る、9ホールのコースである。また、ノースダコタ大学はレイ・リチャーズ・ゴルフコースというゴルフ場を所有している。このゴルフ場は2016年、州政府の予算削減のために閉鎖されたが、2019年秋に再開する予定になっている。再開後は、本来のゴルフ場としての使途のほか、同学の学生や教授、地元企業などが、無人航空機のテスト飛行に利用することが検討されている。この他、市境から南へ約3km（市中心部からは約11km）、レッド河岸には、18ホールのグランドフォークス・カントリークラブが立地する。また、グランドフォークス空軍基地内や、近郊のマンベル、ミネソタ州側のイーストグランドフォークスやクルックストン等にも、9ホールないし18ホールのゴルフ場が立地する。
グランドフォークス都市圏緑道は、レッド川の両岸に広がる、2,200エーカー（8,903,000m2）の広さを持つ公園である。この公園は、20マイル（32km）を超える遊歩道・自転車道を有しているほか、ゴルフ、ディスクゴルフ、オリエンテーリング、キャンプ、ボート、釣り、野鳥観察、また冬季にはクロスカントリースキーやスノーモービルと、多種多様なアウトドア活動の場を提供している。この緑道内も含めて、グランドフォークスには、イーストグランドフォークスにもまたがる、総延長57マイル（92km）にわたる自転車道が整備されている。これらの自転車道は緑道のほか、主要道路の隣（もしくは自転車専用レーン）、およびイングリッシュ・クーリー河岸を通っている。レッド川には車道橋のほか、歩行者・自転車専用の橋も緑道内2ヶ所にかかっており、グランドフォークス・イーストグランドフォークス両市の自転車道を結ぶ役割を果たしている。

### メディア

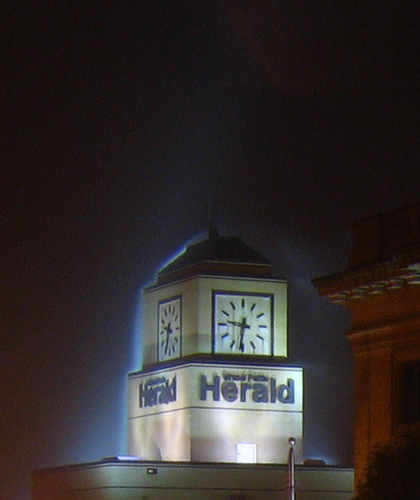
グランドフォークス・ヘラルド社の時計台

グランドフォークス・ヘラルドはグランドフォークスにおける主要な日刊紙である。同紙は南北ダコタ両州の州昇格に先立つこと10年、1879年に創刊した。同紙はグランドフォークス都市圏のみならず、ノースダコタ州北東部の8郡、およびミネソタ州北西部の6郡で購読されており、その範囲は、西はラグビー（ピアース郡）から東はミネソタ州ベミジー（ベルトラミー郡）、北はカナダとの国境から南はヒルズボロ（トレイル郡）に及ぶ。同紙は1998年、その前年に起きたレッド川の大洪水に関する一連の報道で、ピューリッツァー賞公益部門を受賞した。
このほか、イーストグランドフォークスではエクスポーネントという週刊紙が刊行されている。また、ノースダコタ大学には、同学の学生が運営するダコタ・ステューデントという週刊（2018年までは週2回刊行）の新聞がある。
グランドフォークスの主なAMラジオ局としては、ニュースやトーク番組を主に放送するKNOX（1310kHz）が挙げられる。FMラジオ局としては、NPR系のKUND-FM（89.3MHz）、KFJM（90.7MHz）、KQMN（91.5MHz）、KNTN（102.7MHz）や、ロックのKJKJ（107.5MHz）、コンテンポラリーヒット・トップ40のKKXL-FM（92.9MHz）およびKZGF（94.7MHz）、カントリーのKSNR（100.3MHz）およびKYCK（97.1MHz）等がある。
グランドフォークスに置かれている4大テレビネットワークの支局は、ABC系列のWDAZ-TV（チャンネル8）のみである（ただしライセンスはデビルズレイク）。その他の3つ、CBS、NBC、およびFOXは、すべてファーゴの支局がグランドフォークスをカバーしている。

## 人口動態

### 都市圏人口
グランドフォークスの都市圏を形成する各郡の人口は以下の通りである（2020年国勢調査）。
グランドフォークス都市圏
| 郡                   | 州             | 人口      |
| -------------------- | -------------- | --------- |
| グランドフォークス郡 | ノースダコタ州 | 73,170人  |
| ポーク郡             | ミネソタ州     | 31,192人  |
| 合計                 | 合計           | 104,362人 |

### 市域人口推移
以下にグランドフォークス市における1880年から2020年までの人口推移をグラフおよび表で示す。
| 統計年 | 人口     |
| ------ | -------- |
| 1880年 | 1,705人  |
| 1890年 | 4,979人  |
| 1900年 | 7,682人  |
| 1910年 | 12,478人 |
| 1920年 | 14,010人 |
| 1930年 | 17,112人 |
| 1940年 | 20,228人 |
| 1950年 | 26,836人 |
| 1960年 | 34,451人 |
| 1970年 | 39,008人 |
| 1980年 | 43,765人 |
| 1990年 | 49,425人 |
| 2000年 | 49,321人 |
| 2010年 | 52,838人 |
| 2020年 | 59,166人 |

## 姉妹都市

グランドフォークスが粟野町に贈ったバッファロー像

2019年現在、グランドフォークスは以下2都市と姉妹都市提携を結んでいる。
- 鹿沼市（日本・栃木県）
- サルプスボルグ（ノルウェー）

グランドフォークスの最初の姉妹都市は、ソビエト連邦（当時、現ロシア）チュメニ州南部の町イシムであった。この西シベリアの町との提携は、まだ東西冷戦時代にあった1984年に始まった。しかし、1990年代後半、ソビエト連邦崩壊後のロシア国内の政治的・経済的混乱の中で、この提携関係は途絶えた。
イシムとの提携が消滅したのと入れ替わるように、グランドフォークスは栃木県粟野町（当時）と姉妹都市提携を結んだ。同町とは正式な提携前、1993年から非公式に交流し、高校生の交換留学を行っていた。1997年にグランドフォークスがレッド川の洪水で被災すると、粟野町の住民は総額26,000ドルにのぼる募金を集め、義援金としてグランドフォークスに寄付した。翌1998年に両市町は正式に姉妹都市提携を結び、2003年には、粟野町からグランドフォークスへの贈り物として、市内のサートマ・パークに日本庭園が造園された。一方、グランドフォークスからも2004年、粟野町にバッファロー像を贈った。2006年に粟野町が鹿沼市に合併されると、提携は解消されたものの、交流自体は続いた。その後2015年、鹿沼市との間に、友好都市提携が再調印された。
サルプスボルグとは2005年に提携を結んだ。グランドフォークスにはノルウェー系の住民も多く、これが同市との提携につながった。サルプスボルグ創設1000周年となった2016年には、その1000周年記念祭に市長がグランドフォークスを代表して出席し、またサルプスボルグからも楽団を招いて、グランドフォークスのほか、ミネアポリスやファーゴでも演奏会を開いた。
これらアメリカ合衆国外との姉妹都市提携の他、グランドフォークスは州内のディッキンソンとも、2002年に提携を結んでいる。州東部のグランドフォークスと西部のディッキンソンとが提携することにより、互いの観光促進、およびコミュニケーションの活性化を狙っており、交流よりは戦略的側面が強いものになっている。

## 註
1. 1 2 3 4 5 6 7  History. City of Grand Forks, North Dakota. 2019年6月9日閲覧.
2. 1 2  Grand Forks Region Profile. Grand Forks Region Economic Development. 2019年6月15日閲覧.
3. ↑  QuickFacts: Grand Forks city, North Dakota. U.S. Census Bureau. 2020年.
4. 1 2  QuickFacts. U.S. Census Bureau. 2020年.
5. ↑  Draves, Alan. The 1997 Flood in Grand Forks, North Dakota. 2002年. 2019年6月9日閲覧.
6. ↑  Draves, Alan. Grand Forks Five Years Later. 2002年. 2019年6月9日閲覧.
7. 1 2 3  "Grand Forks' 50 Largest Employers: 2004". State of North Dakota. 2004年.
8. 1 2 3 4  About UND. University of Noth Dakota. 2019年6月9日閲覧.
9. ↑  History of Grand Forks (2 of 2). Grand Forks County Historical Society. 2019年7月2日閲覧.
10. 1 2  About Us: History. North Dakota Mill. 2019年7月3日.
11. ↑  Grand Forks, Mayor's Office Scrapbooks (アーカイブ). University of North Dakota. 1976-87年.
12. ↑  River Access Master Plan for the Red & Red Lake Rivers. pp.2-3. Grand Fork, North Dakota and East Grand Forks, Minnesota: The Greenway. 2017年. 2019年7月4日閲覧.
13. ↑  Mission Statement & History. Alerus Center. 2019年7月4日閲覧.
14. ↑  Ralph Engelstad. Ralph Engelstad Arena. 2019年7月4日閲覧.
15. ↑  Canad Inns Destination Center. Emporis. 2019年7月4日閲覧.
16. ↑  Canad Inns Destination Center Grand Forks, Splasher's of the South Seas. Canad Inns, 2019年7月4日閲覧.
17. ↑  Davies, Phil. High and dry (アーカイブ). Federal Reserve Bank of Minneapolis. 2006年9月.
18. ↑  McCollor, Don. The Red River Valley: Tilted Shorelines and Rebounding Lake Beds (アーカイブ). University of North Dakota. 2006年12月8日.
19. ↑  Peel, M. C., B. L. Finlayson, and T. A. McMahon. Updated world map of the Köppen–Geiger climate classification. pp.1633–1644. Hydrol. Earth Syst. Sci.. Vol.11. 2007年. 2019年6月17日閲覧. doi: 10.5194/hess-11-1633-2007. ISSN 1027-5606.
20. ↑  Plant Hardiness Zone Map. United States Department of Agriculture. 2022年1月18日閲覧.
21. 1 2 3  Historical Weather for Grand Forks, North Dakota, United States of America. Weatherbase.com. 2019年6月15日閲覧.
22. 1 2 3 4 5  NORTH DAKOTA - Grand Forks County. National Register of Historic Places. 2019年6月18日閲覧.
23. ↑  National Register of Historic Places (アーカイブ). City of Grand Forks, North Dakota. 2010年11月.
24. ↑  Historic Downtown. Grand Forks Historic Preservation Commission. 2019年6月18日閲覧.
25. ↑  Tran, Tu-Uyen. "DOWNTOWN GRAND FORKS: Apartment construction to start in October". Grand Forks Herald. 2006年8月11日.
26. ↑  Allen, Emily. Rising from the street: Selkirk on Fourth condos underway. Grand Forks Herald. 2019年4月6日.
27. ↑  Satureday Farmers Market. Greater Grand Forks Convention & Visitors Bureau. 2019年6月18日閲覧.
ただし、2019年はデマーズ・アベニューの工事のため、臨時で市庁舎とリオン・オートの間を通るノース4thストリートで行われた。
28. ↑  Near Southside Neiborhood. Grand Forks Historic Preservation Commission. 2019年6月19日閲覧.
29. ↑  Draves, Alan. Reeves Drive: Threatened History. 2019年6月19日閲覧.
30. 1 2  Shopping. Greater Grand Forks Convention & Visitors Bureau. 2019年6月19日閲覧.
31. ↑  Grand Forks Marketplace. Greater Grand Forks Convention & Visitors Bureau. 2019年6月19日閲覧.
32. ↑  University of North Dakota Historic District. Grand Forks Historic Preservation Commission. 2019年6月19日閲覧.
33. ↑  University Village. Greater Grand Forks Convention & Visitors Bureau. 2019年6月19日閲覧.
34. ↑  Mayor's Responsibilities. City of Grand Forks, North Dakota. 2019年6月20日閲覧.
35. ↑  City Administrator. City of Grand Forks, North Dakota. 2019年6月20日閲覧.
36. ↑  City Council. City of Grand Forks, North Dakota. 2019年6月20日閲覧.
37. ↑  Leading Industries, Leading Employers. Grand Forks Region Economic Development Corporation. 2019年7月9日閲覧.
38. ↑  City of Grand Forks 2017 Comprehensive Annual Financial Report. p.192. City of Grand Forks, North Dakota. 2017年. 2019年7月7日閲覧.
39. ↑  Locations: Americas - USA. LM Wind Power. 2019年7月7日閲覧.
40. ↑  LM Group Holding A/S announces that the sale of LM Wind Power to GE has been completed. LM Wind Power. 2017年4月20日. 2019年7月7日閲覧.
41. ↑  Our History. Cirrus Aircraft. 2019年7月7日閲覧.
42. ↑  Simplot's U.S. Operations. J.R.Simplot Company. 2019年7月7日閲覧.
43. ↑  Home. SEI Information Technologies, LLC. 2019年7月7日閲覧.
44. ↑  Easter, Sam. Amazon to leave Grand Forks building; 200 set to work from home. Grand Forks Herald. 2018年2月22日. 2019年7月7日閲覧.
45. ↑  About Home of Economy. Home of Economy. 2019年7月7日閲覧.
46. ↑  Directory. Grand Cities Mall. 2019年7月8日閲覧.
47. ↑  Directory Map. Grand Forks, North Dakota: Columbia Mall. 2019年7月8日閲覧.
48. ↑  Baumgarten, April. Grand Forks Sears closes, leaving Columbia Mall without two anchor tenants. Jamestown Sun. 2018年9月7日. 2019年7月8日閲覧.
49. ↑  Grand Forks Marketplace. Greater Grand Forks Convention & Visitors Bureau. 2019年7月8日閲覧.
50. ↑  Noronha, Charmaine. Currency goes loonie. Associated Press. 2007年6月5日.
51. ↑  Sales and Use Tax. City of Grand Forks, North Dakota. 2019年7月9日閲覧.
52. ↑  Incentives & Exemptions. Grand Forks Region Economic Development Corporation. 2019年7月9日閲覧.
53. ↑  About Us. Grand Forks Region Economic Development Corporation. 2019年7月9日.
54. ↑  Our History. Energy & Environmental Research Center, University of North Dakota. 2019年7月9日.
55. 1 2 3  Technology Parks and Incubators. Department of Commerce, State of North Dakota. 2019年7月9日閲覧.
56. ↑  About Us. Center for Innovation, University of North Dakota. 2019年7月9日閲覧.
57. ↑  Tech Accelerator. University of North Dakota. 2019年7月9日閲覧.
58. ↑  School History. School of Medicine & Health Sciences, University of North Dakota. 2019年6月29日閲覧.
59. ↑  Who We Are, Quick Facts. Altru Health System. 2018年. 2019年6月29日閲覧.
60. ↑  AirportIQ 5010. (Form 5010: Grand Forks Int'l) Airport Master Record. Federal Aviation Administration. 2019年11月7日. 2019年11月17日閲覧.
61. ↑  Facts & Statistics. Grand Forks International Airport. 2019年6月26日閲覧.
62. ↑  Airport Operations and Ranking Reports Using the Air Traffic Activity Data System (ATADS). Federal Aviation Administration. 2019年6月26日閲覧.
63. ↑  Airline Info. Grand Forks International Airport. 2019年6月26日閲覧.
64. ↑  History. Grand Forks International Airport. 2019年6月26日閲覧.
65. ↑  Hageman, John. FedEx to pay more than $2.7 million to Grand Forks airport for move to Fargo. Dickinson Press. 2016年11月17日. 2019年6月26日閲覧.
66. ↑  Empire Builder. p.1. Amtrak. 2018年4月29日. 2019年6月27日閲覧.
67. ↑  Full System Map. Cities Area Transit, City of Grand Forks, North Dakota. 2019年6月27日閲覧.
68. ↑  North Dakota. Jefferson Lines. 2019年6月27日閲覧.
69. ↑  UND School of Law: At A Glance. University of North Dakota. 2019年6月24日閲覧.
70. ↑  Medical School. University of North Dakota. 2019年6月24日閲覧.
71. ↑  Academics. University of North Dakota. 2019年6月24日閲覧.
72. ↑  School of Graduate Studies. University of North Dakota. 2019年6月24日閲覧.
73. ↑  Houston, Sarina. The Best U.S. Aviation Colleges. The Balance Careers. Dotdash Publishing. 2019年1月21日. 2019年6月24日閲覧.
74. ↑  Home. Pilot-Colleges.com. 2019年6月24日閲覧.
75. ↑  米ノースダコタ大 航空宇宙学部: 世界のパイロット養成. 日本経済新聞. 2017年2月15日. 2019年6月24日閲覧.
76. ↑  【パイロット留学】を志す人に知ってほしいこと. 栄陽子留学研究所. 2019年6月24日閲覧.
77. ↑  航空宇宙学科 航空操縦学専攻. 東海大学. 2019年6月24日閲覧.
78. ↑  国際交流. 宇都宮大学. 2019年. 2019年6月24日閲覧.
79. ↑  Best Colleges 2020: National Universities Rankings. U.S. News & World Report. 2019年. 2019年10月4日閲覧.
2020年版（2019年発行）では263位であった。
80. ↑  About Northland. Northland Community and Technical College. 2019年6月23日閲覧.
81. ↑  About the University of Minnesota Crookston. University of Minnesota Crookston. 2019年6月24日閲覧.
82. ↑  About Grand Forks Public Schools. Grand Forks Public Schools. 2019年6月24日閲覧.
83. ↑  Home. North Dakota Vision Services. 2019年6月24日閲覧.
84. ↑  Catholic Schools in the Diocese of Fargo. Diocese of Fargo. 2019年6月24日閲覧.
85. ↑  About Us. East Grand Forks, Minnesota: Sacred Heart School. 2019年6月24日閲覧.
86. ↑  About RCS, Contace Us. Riverside Christian School. 2019年6月24日閲覧.
87. ↑  Arts & Culture. Greater Grand Forks Convention & Visitors Bureau. 2019年7月11日閲覧.
88. ↑  Mission & History. North Dakota Museum of Art. 2019年7月11日閲覧.
89. ↑  Collections. North Dakota Museum of Art. 2019年7月11日閲覧.
90. ↑  Sculpture Garden. North Dakota Museum of Art. 2019年7月11日閲覧.
91. ↑  Peony Garden. North Dakota Museum of Art. 2019年7月11日閲覧.
92. ↑  UND Art Collections, Living Museum. University of North Dakota. 2019年7月11日閲覧.
93. 1 2 3  Empire Arts Center & Empire Theatre Company. Greater Grand Forks Convention & Visitors Bureau. 2019年7月13日閲覧.
94. ↑  UND Art Collections, UND Art Collections Gallery at the Empire. University of North Dakota. 2019年7月11日閲覧.
95. 1 2 3 4 5 6  Grand Forks County Historical Society Grounds. Greater Grand Forks Convention & Visitors Bureau. 2019年7月11日閲覧.
96. ↑  Myra Museum. Grand Forks County Historical Society. 2019年7月11日閲覧.
97. ↑  Campbell House. Grand Forks County Historical Society. 2019年7月11日閲覧.
98. ↑  Lustron House. Grand Forks County Historical Society. 2019年7月11日閲覧.
99. ↑  Grand Forks' Original Post Office. Grand Forks County Historical Society. 2019年7月11日閲覧.
100. ↑  Blooming Township Schoolhouse. Grand Forks County Historical Society. 2019年7月11日閲覧.
101. ↑  Department of Theatre Arts. University of North Dakota. 2019年7月13日閲覧.
102. ↑  Department of Music. University of North Dakota. 2019年7月13日閲覧.
103. ↑  UND Burtness Theatre's 100th anniversary. Grand Forks Herald. 2010年9月8日. 2019年7月13日閲覧.
104. ↑  Bartness Theatre & UND Theatre Arts. Greater Grand Forks Convention & Visitors Bureau. 2019年7月13日閲覧.
105. ↑  Chester Fritz Auditorium, History. University of North Dakota. 2019年7月13日閲覧.
106. ↑  Chester Fritz Auditorium. Greater Grand Forks Convention & Visitors Bureau. 2019年7月13日閲覧.
107. ↑  Our Story, History. Empire Arts Center. 2019年7月13日閲覧.
108. ↑  Empire Theatre Company. Empire Arts Center. 2019年7月13日閲覧.
109. ↑  About. Greater Grand Forks Community Theatre. 2019年7月13日閲覧.
110. ↑  Fire Hall Theatre. Greater Grand Forks Convention & Visitors Bureau. 2019年7月13日閲覧.
111. ↑  About the Symphony. Greater Grand Forks Symphony Orchestra. 2019年7月13日閲覧.
112. ↑  Greater Grand Forks Symphony Orchestra. Greater Grand Forks Convention & Visitors Bureau. 2019年7月13日閲覧.
113. ↑  Newberry, Diane. Marches under the elms: City Band continues popular summer concerts. Grand Forks Herald. 2018年7月12日. 2019年7月13日閲覧.
114. ↑  About the Band. Grand Forks City Band. 2019年7月13日閲覧.
115. ↑  Grand Forks City Band. Greater Grand Forks Convention & Visitors Bureau. 2019年7月13日閲覧.
116. ↑  History of the Chorales. Grand Forks Master Chorale. 2019年7月13日閲覧.
117. ↑  Grand Forks Master Chorales. Greater Grand Forks Convention & Visitors Bureau. 2019年7月13日閲覧.
118. ↑  North Dakota Ballet Company. Greater Grand Forks Convention & Visitors Bureau. 2019年7月13日閲覧.
119. ↑  Porter, Sara. North Dakota Ballet Company holds annual show at the Fritz. Grand Forks Herald. 2015年5月9日. 2019年7月13日閲覧.
120. ↑  About Our Programs. Summer Performing Arts Company. 2019年7月13日閲覧.
121. ↑  Home. The Summit League. 2019年7月13日閲覧.
122. ↑  Home. National Collegiate Hockey Conference. 2019年7月13日閲覧.
123. ↑  North Dakota Fighting Hawks Home. University of North Dakota. 2019年7月13日閲覧.
124. ↑  Connors, Ryan. Frozen Four: History and team records. NCAA. 2019年4月12日. 2019年7月13日閲覧.
125. ↑  'Fighting Sioux' Name Prevents North Dakota From Playing Against Some Teams. The Chronicle of Higher Education. 2007年1月17日. 2019年7月13日閲覧.
126. 1 2 3  About. Alerus Center. 2019年7月13日閲覧.
127. ↑  Alerus Center. Greater Grand Forks Convention & Visitors Bureau. 2019年7月13日閲覧.
128. ↑  Alerus Center. University of North Dakota. 2019年7月13日閲覧.
129. ↑  Ralph Engelstad Arena. University of North Dakota. 2019年7月13日閲覧.
130. ↑  Ralph Engelstad Arena. Greater Grand Forks Convention & Visitors Bureau. 2019年7月13日閲覧.
131. ↑  Betty Engelstad Sioux Center. University of North Dakota. 2019年7月13日閲覧.
132. ↑  Parks and Facilities. Grand Forks Park District. 2019年7月14日閲覧.
133. ↑  Parks. Grand Forks Park District. 2019年7月14日閲覧.
134. ↑  Sertoma/Japanese Garden Park.  Grand Forks Park District. 2019年7月14日閲覧.
135. 1 2  Golf Courses. Grand Forks Park District. 2019年7月14日閲覧.
136. ↑  King's Walk Golf Course. Greater Grand Forks Convention & Visitors Bureau. 2019年7月14日閲覧.
137. ↑  Home. King's Walk Golf Course. 2019年7月14日閲覧.
138. ↑  Lincoln Golf Course. Greater Grand Forks Convention & Visitors Bureau. 2019年7月14日閲覧.
139. ↑  Home. Lincoln Golf Course. 2019年7月14日閲覧.
140. ↑  Mook, Sydney. UND to keep Ray Richards as a golf course. Grand Forks Herald. 2018年11月27日. 2019年7月14日閲覧.
141. ↑  Dodds, David. Ray Richards Golf Course to reopen in 2019. UND Today. University of North Dakota. 2018年11月27日. 2019年7月14日閲覧.
142. ↑  Grand Forks Country Club. Greater Grand Forks Convention & Visitors Bureau. 2019年7月14日閲覧.
143. ↑  Home. Grand Forks Country Club. 2019年7月14日閲覧.
144. ↑  Golf. Greater Grand Forks Convention & Visitors Bureau. 2019年7月14日閲覧.
145. ↑  The Greenway: Home. City of Grand Forks, North Dakota. 2019年7月14日閲覧.
146. ↑  The Greenway: Things to Do. City of Grand Forks, North Dakota. 2019年7月14日閲覧.
147. ↑  Cycling. Greater Grand Forks Convention & Visitors Bureau. 2019年7月14日閲覧.
148. ↑  Haraldson, Genavie. 2018 Bikeway Map - Grand Forks/East Grand Forks. 2018年3月20日. 2019年7月13日閲覧.
149. ↑  The Greenway: Map. City of Grand Forks, North Dakota. 2012年4月. 2019年7月14日閲覧.
150. ↑  Brands: Grand Forks Herald. Forum Communications. 2019年7月15日閲覧.
151. ↑  Whitmire, Tim. North Dakota Paper Wins Pulitzer. Associated Press. 1998年4月15日. 2019年7月15日閲覧.
152. ↑  Winners: Grand Forks (ND) Herald. Pulitzer Prizes, Columbia University. 2019年7月15日閲覧.
153. ↑  About. Dakota Student. University of North Dakota. 2019年7月15日閲覧.
154. ↑  Gibson, Campbell. Population of the 100 Largest Cities and Other Urban Places in the United States: 1790 to 1990. US Census Bureau. 1998年6月.
155. ↑  Sister Cities. City of Grand Forks, North Dakota. 2019年6月13日閲覧.
156. ↑  Lee, Yangkyoung. "$5 million godsend". Grand Forks Herald 2007年5月2日.
157. 1 2 3 4  Kanuma, Japan. City of Grand Forks, North Dakota. 2019年6月13日閲覧.
158. 1 2  友好交流都市. 鹿沼市. 2019年6月13日閲覧.
159. 1 2  Jewett, Brandi. Grand Forks City Hall gets gifts from Japan. Grand Forks Herald. 2013年10月9日. 2019年6月13日閲覧.
160. ↑  Sarpsborg, Norway. City of Grand Forks, North Dakota. 2019年6月13日閲覧.
161. ↑  Tran, Tu-Uyen. "Touring Norway: Year of anticipation". Grand Forks Herald. 2003年11月13日.
162. ↑  Black, Hannah and Easter, Sam. Mike Brown to represent Grand Forks in Sarpsborg, Norway. Prairie Business Magazine. 2016年7月27日. 2019年6月13日閲覧.
163. ↑  Sarpsborg Millenium Concert Tour. City of Grand Forks, North Dakota. 2019年6月13日閲覧.
164. ↑  Davis, Lisa. "Sister city delegates visit GF". Grand Forks Herald. 2003年10月19日.
165. ↑  東海大学工学部航空宇宙学科 航空操縦学専攻を選んだ学生たち パイロットの夢を追って、走り続ける4年間! p.3. 空のワルツ. Vol.675. 日本女性航空協会. 2014年8月. 2019年6月24日閲覧.
166. ↑  素顔のMiss PILOT. TVでた蔵. ワイヤーアクション. 2019年7月17日閲覧.

## 推奨文献
- Bladow, Eldon. They Came To Stay. Grand Forks, North Dakota: Grand Forks Centennial Corporations. 1974年. ASIN B000EE8XZG.
- Jacobs, Mike. Come Hell and High Water. Grand Forks, North Dakota: Knight-Ridder. 1997年. ISBN 978-0964286023.
- Tweton, Jerome D. Grand Forks, A Pictorial History. Norfolk, Virginia: The Donning Company. 1986年. ISBN 978-0898654646.